# Ikarus 260
Az Ikarus 260 az Ikarus Karosszéria- és Járműgyár legsikeresebb, illetve világszerte is ismert és használt elővárosi-városi szóló busza. A 200-as buszcsaládot Bálint György főkonstruktőr, Oszetzky Károly, Mádi Jenő és Varga Papp József vezető tervezők és Finta László formatervező 1966-os tervei alapján építették. A 260-as típusának első prototípusát 1971-ben mutatták be, sorozatgyártása már 1972-ben megkezdődött, és egészen 2002-ig tartott. Összesen 72 547 darab 260-as busz gördült ki az Ikarus mátyásföldi és székesfehérvári gyárából.
Sikerét jelzi, hogy a világ nagy részére eljutott, legnagyobb számban a Szovjetunió és az NDK vásárolt a buszokból, de Lengyelországba, Törökországba is számos darab került, illetve vásárolt többek között Venezuela, Madagaszkár, Szíria, Tajvan és Izland is, napjainkban pedig számos helyen korhű felújítás után nosztalgiabuszként tartják.
Magyarországon a legnagyobb felvásárló a BKV volt, több mint 2400 darab új buszt szereztek be 1972 és 1992 között. A Volán-társaságok révén vidéki városok helyi közlekedésében, illetve a helyközi közlekedésben is jelen voltak a 260-asok. Sikeréhez többek között hozzájárult az addigi szokásoktól eltérő formatervezés, a tetőhajlat elhagyása, vagy az akkor hatalmasnak számító nyitható ablakok, illetve hogy a busz a megrendelő igénye szerint számos műszaki elvárásnak meg tudott felelni. A járművezetők munkáját megkönnyítette a hidraulikus szervokormány és az automata sebességváltó, de készültek manuális váltóval is (főleg helyközi kivitelben), míg az üzemeltetők szempontjából az olcsóbb szervizelés jelentett előnyt.
Troliváltozata a 260T, amely a csuklóssal ellentétben nem került sorozatgyártásra, mindössze kettő darabot építettek, egyik Budapesten, a másik Weimarban járt.
Kísérleti darabként a MÁV-val együttműködve az Ikarus megpróbálkozott egy 260-asból átalakított sínautóbusszal is, melynek kivitelezése végül nem járt sikerrel.
1999-ben sűrített földgáz meghajtású (CNG) példányok is készültek, amelyek a Tisza Volánhoz kerültek, valamint ekkor próbálkozott meg az Ikarus gyár a 200-as sorozat felújított változatával, a Classic családdal is, melynek keretein belül készült el az Ikarus C60 típusú busz, ám a sorozatgyártás elmaradt.
Az Ikarus 260-as csuklós változata az Ikarus 280-as, amely szintén nagy számban gyártott busztípus volt. A típust ugyan használják még az országban rendes forgalomban is (a nosztalgiajáratok mellett), azonban számuk egyre alacsonyabb. 2021 márciusában Magyarországon Budapesten kívül 50 példány volt üzemben. Budapestről 2017-re tervezték kivonni a típust, de ez akkor nem valósult meg, még 2022 januárjában is 11 darab közlekedett a BKV üzemeltetésében. Végül 2022 novemberében vonták ki az utolsó példányokat a menetrend szerinti forgalomból a fővárosban.

## Története
1966-ban álmodta meg a 200-as családot Bálint György főkonstruktőr, Oszetzky Károly, Mádi Jenő és Varga Papp József vezető tervezők és Finta László, az Ikarus 180-as, az 556-os és az 557-es formatervezője. A K1-es kísérleti darab 1970-re készült el, melynek tesztelésére a Budapesti Közlekedési Vállalatot kérték fel. A P1-es prototípus a Szovjetunióba, a P2-es prototípus pedig az Autóközlekedési Tudományos Kutató Intézethez (ATUKI) került tesztelésre. Utóbbit később trópusi kivitelűre építették át. A P3-as prototípus szintén a BKV-hoz került.

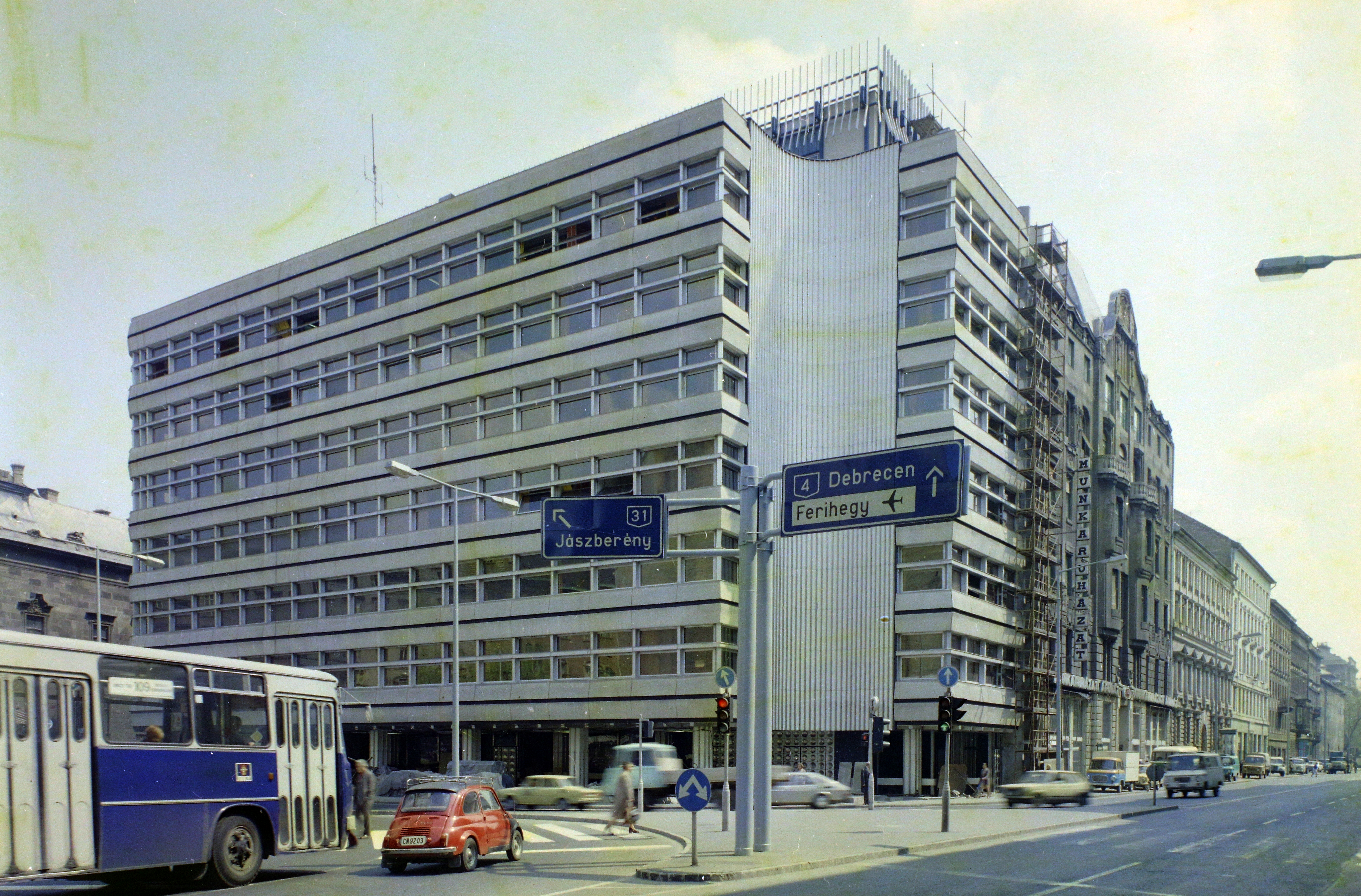
Üllői út 1978-ban, a buszon jól látszanak az ¼ részben eltolható ablakok

A korábban gyártott típusokhoz képest eltérés volt, hogy a tetőhajlatot elhagyták és négyszög-keresztmetszetű kocsiszekrényt alkalmaztak, ezáltal magasra került az ablakok felső éle, ami kedvezett az álló utasoknak: a köznyelv gyakran „panorámabusz”-nak nevezte a 200-as széria buszait. Az ikerajtó gyorsabb utascserét biztosított 1300 mm-es nyílásszélességével, a vezető munkáját pedig Prága típusú hidromechanikus automata sebességváltó (később Csepel és ZF típussal is készültek) és hidraulikus szervokormány segítette. A kezdeti példányok fajlagos teljesítménye 9,92 kW/tonna volt és 75 utast tudtak szállítani. Az évek során számtalan altípust építettek, a buszt a vevő országok igényeinek megfelelően kialakítva, ezáltal műszakilag is előfordultak eltérések.
A 11 méter hosszú Ikarus 260-as sorozatgyártása 1972-ben kezdődött el és 2002-ig tartott. A Magyarországra szánt altípusok 1976-ig egyrészes, magasabb műszerfallal rendelkeztek, homlokfalukon pedig eleinte nyújtott I K A R U S feliratot helyeztek el, később áttértek a „zsinórírásos” Ikarus feliratra, ami a szerb Ikarus (Икарус) gyárral (mai Ikarbus) történő megállapodásra vezethető vissza. A buszok további ismertetőjegye volt a hűtőrácson elhelyezett 260-as típusjelző szám, melyet sokszor Z60-nak láttak és olvastak. A járműveket 1975-től ½ részben eltolható ablakokkal kezdték gyártani, a korábbi ¼ részben eltolhatóakkal szemben. További jellegzetesség volt, hogy 1980-ig az ajtó nélküli oldalon az utolsó ablak osztatlan volt. 1984-ig jellemző volt Trilex keréktárcsa és a harmonikaajtó is (köznyelvben gyakran ráncajtó).
Az 1990-es évek elején az Ikarus megrendelései folyamatosan csökkentek (köszönhetően részben a legnagyobb megrendelőnek számító Szovjetunió és NDK megszűnésének), miközben a költségek növekedtek, ráadásul exportra szánt autóbuszok is itthon maradtak, vagy a kivitt járművekért csak késve fizetett a megrendelő, ezért a gyárat 1990-ben fizetésképtelennek nyilvánították. A hanyatláshoz az is hozzájárult, hogy az Ikarus kifejlesztette a 400-as szériát, ám a megmaradt megrendelők (köztük a BKV is) inkább a megbízhatóbb 200-as szériát szerették volna vásárolni. A gyár 1998-ban megpróbálkozott az Ikarus Classic buszcsaláddal is, de többnyire csak néhány hazai Volán vállalat vásárolt a buszokból. A 260-as felújított változatából végül egyetlen darab készült el (Ikarus C60 névvel).
1999-ben nyolc darab gázüzemű változat is készült (Ikarus 260.30 CNG), amelyek a Tisza Volánhoz kerültek, és azóta is Szeged helyi járatain közlekednek.
Az Ikarus 260-as típust még 2002-ben is gyártották, ekkor három darab dízel érkezett a Kisalföld Volánhoz (260.20) és négy darab gázüzemű a Tisza Volánhoz (260.30). Az utolsó legyártott példány az IDY-782 rendszámot kapta, és a Tisza Volánhoz került.

## Magyarországon

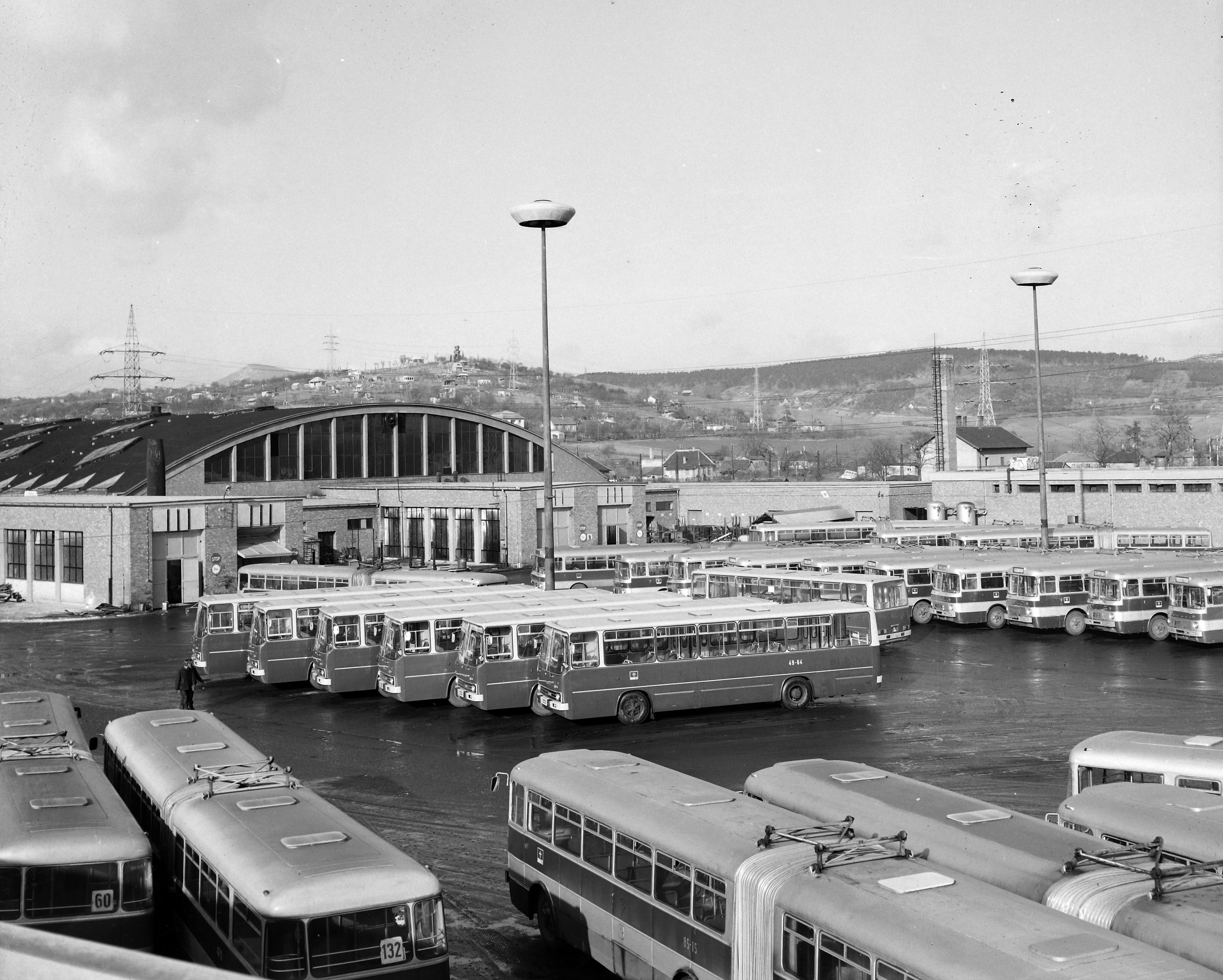
Az óbudai garázs 1975-ben

### Budapest
A BKV részére 1971-ben adták át a P3-as prototípust (frsz. GA-95-86), melyet december 22-én kezdtek el tesztelni a 144-es vonalon. A próbaüzem után 1972 végén megérkezett az első húsz darab 260.00 altípusú autóbusz a Fürst és a Récsei garázsokba, ezeket a 3-as és a gyors 181-es járatra adták ki (utóbbiról rövid időn belül a 89A-ra kerültek át). 1972 végén beindult a sorozatgyártás, melyekből már a többi garázs (Mező, Kilián, Óbuda) is kapott, ezzel lehetővé vált a régi Ikarus 620-asok leváltása. 1975 végén újabb nagy sorozat érkezett a BKV-hoz, ebből kerültek ki az újonnan épült Cinkotai garázs első buszai is. 1980-ra már 1035 darab állományi Ikarus 260-as tartozott a BKV-hoz, ez azóta is a legnagyobb darabszám az egyidejűleg egy típusból közlekedtetett buszokat figyelembe véve. A legújabb darabok a maradék Ikarus 556-os selejtezését tették lehetővé, valamint a régebbi évjáratú 260-asokat is kezdték lecserélni, ugyanis csak 400–450 ezer km teljesítményre voltak tervezve, ezt pedig vonaltól függően 5–10 év alatt teljesítették.

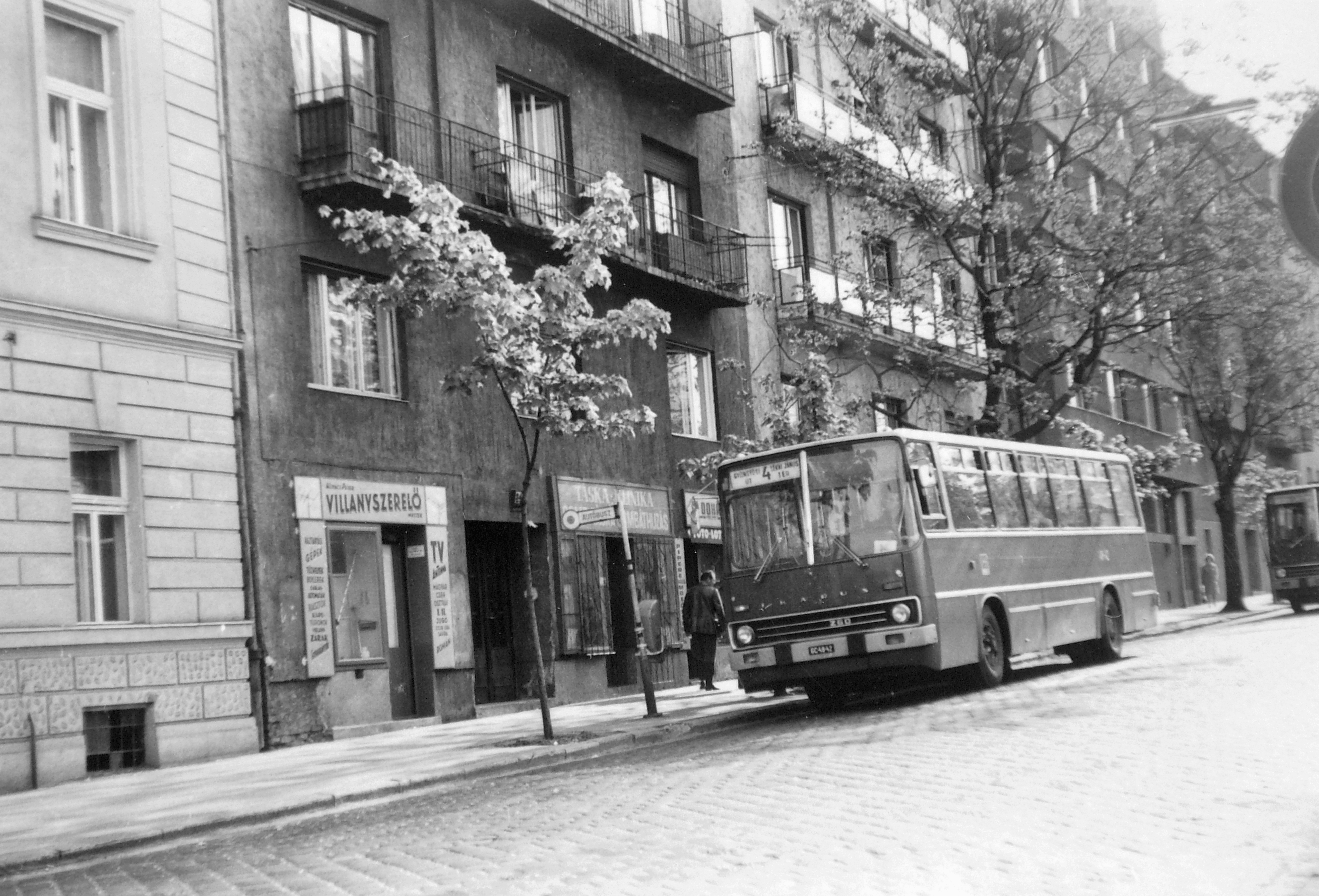
Egy 260-as a 4-es vonalon 1982-ben

1982 tavaszán az eredeti GC és GE rendszámokat felváltották a BU, a BX és a BY rendszámok, a következő széria már ezekkel a rendszámokkal érkezett. 1985-ben további 84 darab, 1986-ban 116 darab (ettől az évtől kezdve már a 260.45-ös és 260.46-os altípusokból), 1988-ban 76 darab, 1989-ben 83 darab, 1990-ben pedig 77 darab új 260-ast vásárolt a BKV. 1985-től a harmonikaajtós buszok helyett a bolygóajtós változatot kezdte el gyártani az Ikarus.
1901 darab Prága váltós 260.00 altípusú busz után 1986-ban tértek át a 260.45-ös és 260.46-os altípusokra, előbbiek nyugatnémet ZF, utóbbiak pedig Voith váltóval rendelkeztek.
A csökkenő utasszám miatt a buszok kiadását is mérsékelni kellett, 1989. március 1-jén 863 darab Ikarus 260-as volt a BKV hat garázsában, majd ettől kezdve folyamatosan csökkent az állományuk. Az 1990-es években elkezdődött a 400-as széria fokozatos forgalomba állása, azonban továbbra is voltak 260-as beszerzések: 1991-ben 90 darab, 1992-ben pedig 50 darab új busz érkezett. 1996 januárjában 519 darab 260-ast adtak ki forgalomba. Ez év végén a Mező garázs megszűnt, az itteni 260-asokat a Kilián és a Cinkota garázsba helyezték át.
Magáncégek üzemeltetésében az 1990-es években máshonnan leselejtezett 260-asok is megjelentek városnéző buszokként felújítás és átalakítás után.
1999-ben átadták az új hűvösvölgyi végállomást, az innen induló 57-es, 157-es és 257-es járatokra az újonnan felújított óbudai 260-asokat adták ki, melyek már Fok-Gyem kijelzővel rendelkeztek és „BKV Plusz” megjelölést is kaptak.
1999 nyarán újabb rendszámcsere történt, a BU, a BX és a BY rendszámok helyett bevezették a BPO és BPI rendszámokat, amelyek kezdetben még az egyes garázsok között voltak felosztva, de később az átcsoportosítások miatt „összekeveredtek”.
2000. július 1-jén a Belvárosi (korábban Récsei) garázs is megszűnt, a 260-asok Cinkotára és Óbudára kerültek, és ekkor kezdett üzemeltetni autóbuszokat a trolibuszgarázs is, de 260-asokat ekkor még nem kaptak.

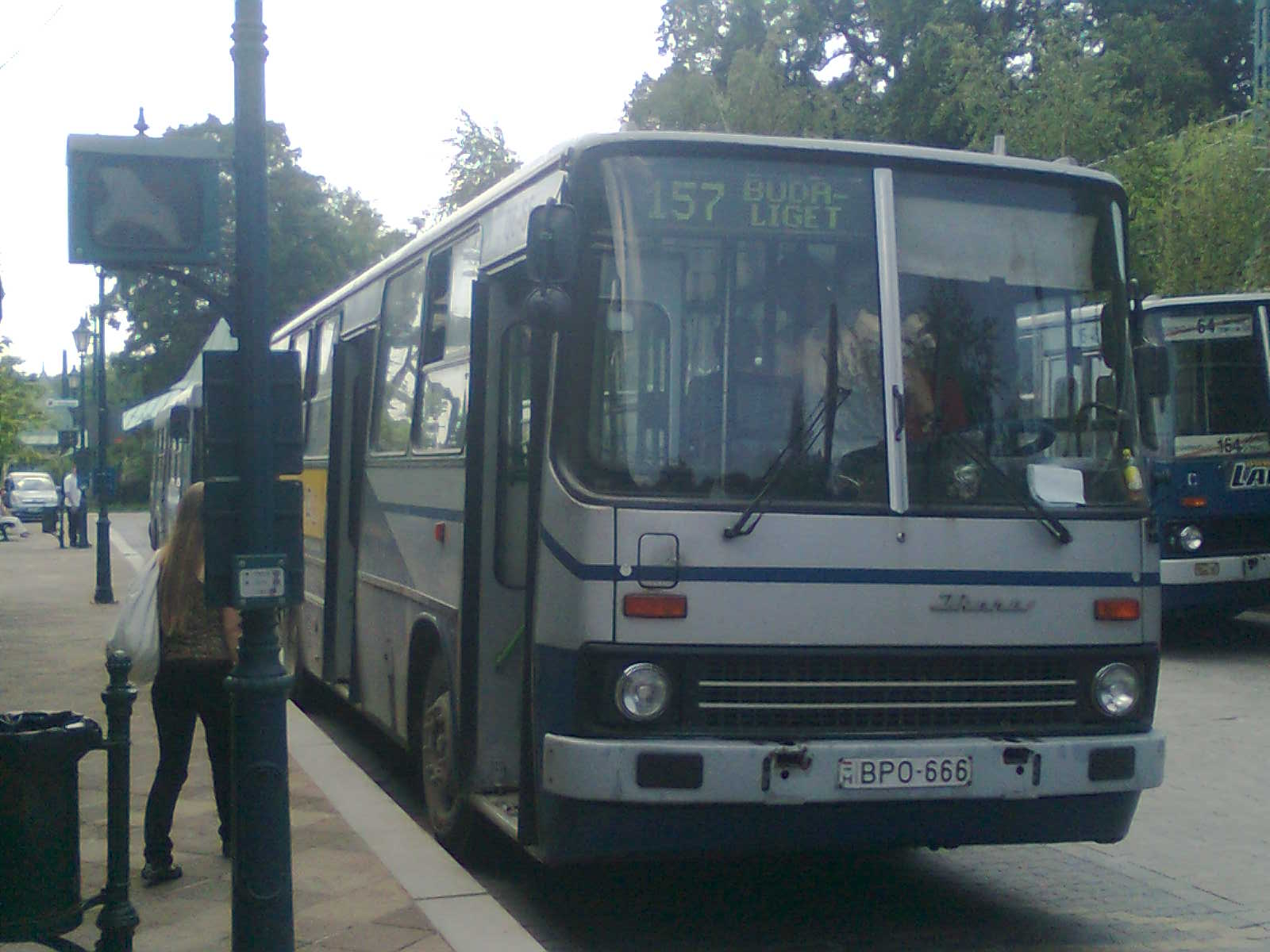
157-es jelzésű „ezüstnyíl” Hűvösvölgyben

A 260-asok szükséges cseréje forráshiány miatt elmaradt, átmeneti megoldásként 2003-ban a BKV Rt. 22 darab 260-ast küldött Mezőtúrra felújításra. Ezek a buszok új szövetülést és Fok-Gyem kijelzőket kaptak, valamint elektronikus jegykezelővel is felszerelték őket. Kívülről is egyszerűen fel lehetett őket ismerni, mert az úgynevezett „ezüstnyíl” festést kapták. Forgalomba állásukkor „BKV-Plusz” megjelölést is kaptak. További hat járművet a Dél-pesti garázsban készítettek el, ezek nem kaptak kijelzőt, hanem táblákkal közlekedtek. A különleges festést 2008 és 2012 között fokozatosan felváltotta a korábbi sötétkék külső. 2016-ban a BPO-301-es rendszámú buszon megőrzés céljából helyreállították a festést.

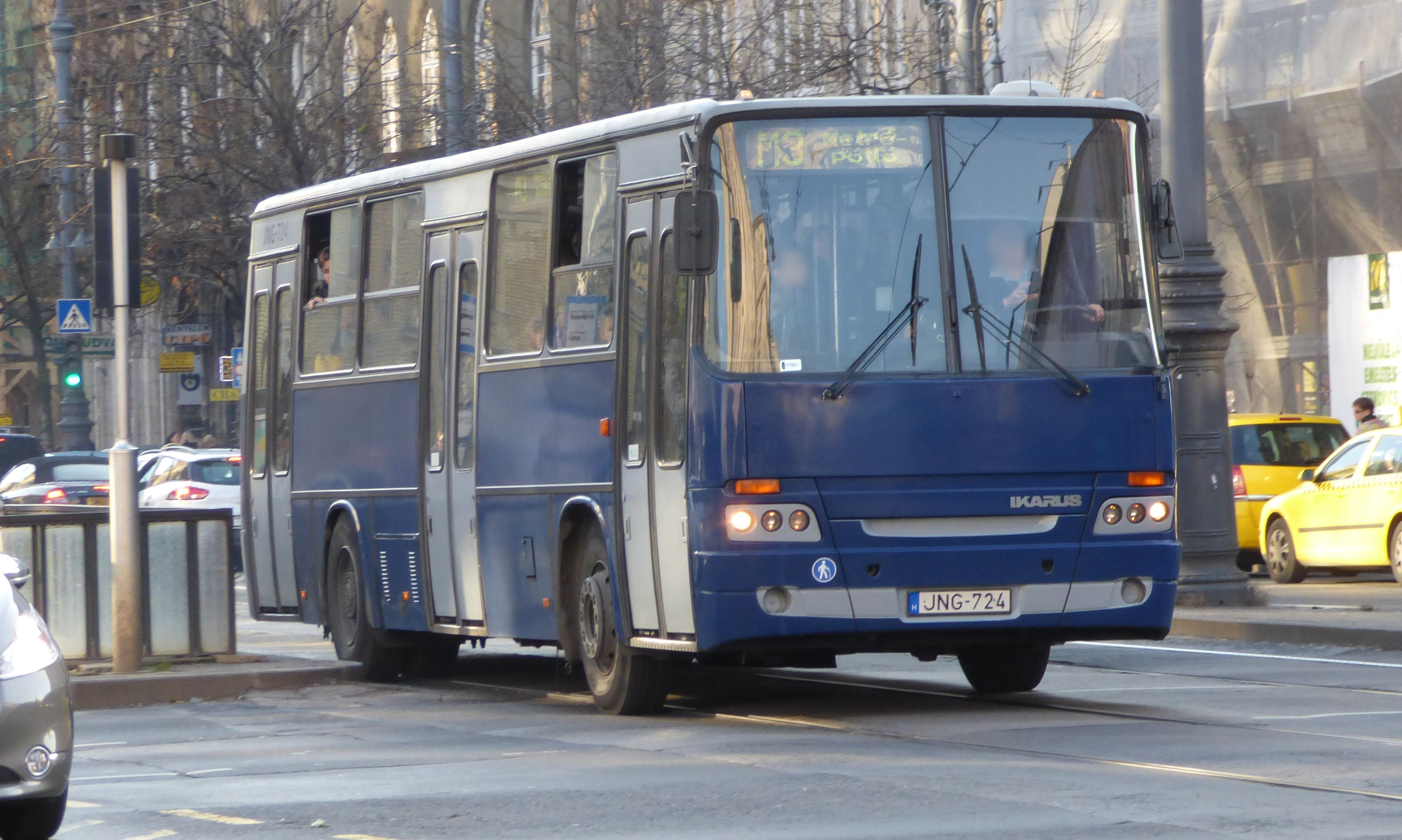
A JNG-724 metrópótlóként az Astoriánál

2006-ban kísérleti megfontolásokból (részben a BPI-209 elemeit felhasználva) JNG-724-es rendszámmal egy különleges típus állt forgalomba. A harmadik ajtónál a padlószintet lejjebb vették, illetve kerekesszékrámpát is szereltek be, mely így könnyebb le- és felszállást tett lehetővé a mozgásukban korlátozott embereknek. Classic-arculatos homlok- és hátfalat és Fok-Gyem kijelzőket is kapott. A busz az Ikarus 260E típust kapta, az E betű az esélyegyenlőségre utal.
2006. április 12-én közlekedett utoljára a BKV utolsó Prága váltós, Ikarus 260.00 altípusú autóbusza.
2010 novemberében a buszhiány enyhítése céljából a Hajdú Volántól vásárolt a BKV nyolc darab 260.30M típusú autóbuszt (GNX és GXW rendszámmal).
2013 tavaszán elkészült a BKV a korábbi BPO-103-as rendszámú 260.00 altípusú harmonikaajtós busz felújításával, melyet LZZ-331-es rendszámmal vett fel a nosztalgiabuszai közé. Az 1981-es gyártású, 2001-ben selejtezett busz már nyáron a BPO-671-es rendszámot kapta, utalva ezzel korábbi rendszámaira (GE-06-71 és BU-06-71).
2013 év végén a BPO-370-es rendszámú busz állapota annyira leromlott, hogy a leállítása mellett döntöttek. Végül mégis felújították, és a korábbi 260E-hez hasonló megoldást választottak: a harmadik ajtó padlószintjét levitték, amely így az utastérből egy lépcsőn keresztül érhető el. Továbbá elektromos működtetésű (METÁL-99) ajtókat, sötétített ablakot, új üléseket és piros Fok-Gyem kijelzőt kapott. Az ajtó lassú működése miatt később a működtetését lecserélték, illetve a kijelző helyett csak táblával közlekedik.
A korábban BPI-199 rendszámú autóbuszt a BKV 2014. február 10-én újra állományba vette MPH-199-es rendszámmal. Az autóbusz érdekessége, hogy kísérleti jelleggel Allison automata váltót szereltek bele, melytől gazdaságosabb üzemeltetést várnak.
2015-ben felújították a BPO-100-as rendszámú autóbuszt a budapesti autóbusz-közlekedés 100. évfordulójának alkalmából, a tervek szerint majd a nosztalgiaflotta részét képezi, ennek megfelelően a padlót és az üléseit is eredeti állapotára állították vissza.

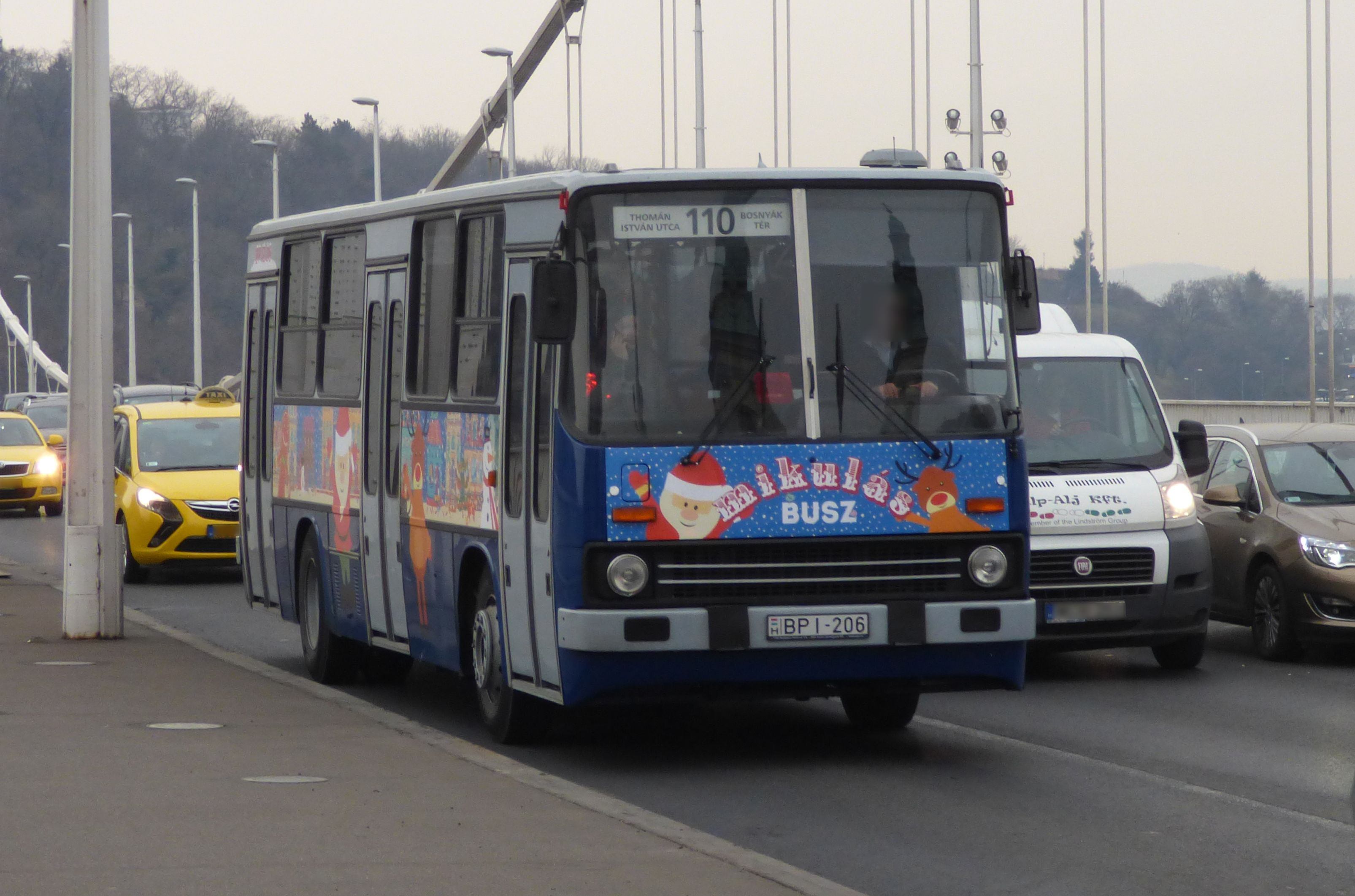
Mikulásbusz az Erzsébet hídon 2016-ban

2015 őszén, felújítása után újra forgalomba került a BKV legtöbbet futott autóbusza (frsz. BPO-146).
2015 decemberében forgalomba állt az egyedien felújított BPI-206 rendszámú, Mikulásbusznak nevezett jármű. Kívül matricákat kapott, belül pedig piros korlát és piros ülés, valamint kisebb matricák találhatók. Hétköznap a 105-ös, hétvégén pedig a 17-es villamospótló buszon lehetett vele találkozni. A karácsonyi ünnepek után a matricákat levették, és normál közforgalmú buszként közlekedett. 2016 decemberében újra Mikulásbuszként közlekedett a 105-ös, a 110-es, a 112-es, a 11-es, a 111-es, a 35-ös, a 194-es, a 199-es és a 109-es vonalakon.
2016 tavaszán forgalomba állt a felújított BPO-609-es rendszámú busz, amely Classic-arculatos homlok- és hátfaláról ismerhető fel.
2016 decemberében újabb felújított jármű került az utcákra, a korábbi BPI-648 elemeiből álló NLZ-789-es rendszámú busz, melynek különös ismertetőjegye a LED-es belső világítás.
Budapesten összesen 2401 darab közlekedett a típusból, melyekből 2022 októberében már csak 7 darab volt forgalomban, és csak hétköznap, a csúcsidőszakokban közlekedtek. Többségük felújításon is átesett, sötétített üvegeket és kék műbőr üléseket kapott. A buszokat a BKV Cinkotai és Dél-pesti garázsa tárolta.

##### Selejtezési gyakorlat Budapesten
A típust az 1980-as években jellemzően körülbelül 400-600.000 km megtétel és/vagy 10 év használat után selejtezték (vidéken általában tovább voltak használatban). A már említett (később felújított) BPO-103 volt az első, amelyet 20 év szolgálat után vontak ki a forgalomból 2001-ben. Tekintve, hogy a BKV legfiatalabb Ikarusát is 1992-ben gyártották, azok is már napjainkban (2022) 30 évesek. Az Ikarus buszok átlagéletkora (2022) 30 év, átlagos futásteljesítménye 1,4 millió kilométer.
Budapestről 2017-re tervezték kivonni a típust. Ez akkor nem valósult meg, a 260-asok napjainkig (2022) forgalomban voltak. Számuk a fővárosban 2022 januárjában 11 darab volt. 2022 november 11-én búcsúztak el a közforgalomtól, az utolsó közforgalmú indulást a közel 3 millió km-t futott BPO-147 rendszámú busz teljesítette a 144-es viszonylaton, szimbolikusan emléket állítva a prototípusnak, mely bő fél évszázaddal korábban a hajdani 144-es viszonylaton közlekedett először. A hétvégére (november 18−20.) a BKK a magaspadlós buszoktól való búcsúzásul egy retro festésű 260-ast egyes vonalakra még beállított.
A típust 2022. november 18-án vonták ki a budapesti forgalomból.

##### Áttekintő táblázat a Budapesten szolgált buszokról
| Összefoglaló táblázat                      | Összefoglaló táblázat                     | Összefoglaló táblázat | Összefoglaló táblázat | Összefoglaló táblázat                       | Összefoglaló táblázat |
| Típus                                      | Állományba véve                           | Eredeti forgalmi rsz. | Új forgalmi rsz. | Üzemegység                                  | Megjegyzés |
| Prototípus                                 | Prototípus                                | Prototípus | Prototípus | Prototípus                                  | Prototípus |
| ------------------------------------------ | ----------------------------------------- | --- | --- | ------------------------------------------- | --- |
| 260.P3                                     | 1971. december                            | GA-95-86 | GB-90-96 BU-18-25 | Fürst                                       | 1973. szeptember 9-én a BKV megvásárolta, 1974-től üzemi autóbusz, 1975. április 1-jétől GB 90-96 rendszámmal a BKV Előre SC sportautóbusza, 1982-től BU-18-25-ös rendszámot viselte 1987. június 25-i selejtezéséig. |
| Nullszéria                                 |                                           | | |                                             | |
| 260.00                                     | 1972. december                            | GC-47-54 – GC-47-63 | BU-10-74 – BU-10-75 | Fürst                                       | A rendszámcserét már csak két darab érte meg, az utolsót 1984-ben selejtezték. A GC-47-63-ast FS 10-75 rendszámmal étkeztetőbusszá alakították. |
| 260.00                                     | 1972. december                            | GC-47-64 – GC-47-73 | BU-10-76 – BU-10-77 | Récsei                                      | A rendszámcserét már csak két darab érte meg, az utolsót 1982-ben selejtezték, a többségük Pécsre és Nyíregyházára került. |
| Első széria                                |                                           | | |                                             | |
| 260.00                                     | 1973. december                            | GC-47-74 – GC-48-25 | BU-10-78 – BU-10-99 | Fürst                                       | 1983-ig mindet selejtezték. |
| 260.00                                     | 1973. december                            | GC-48-26 – GC-48-84 | BU-10-73 – BU-11-02 | Récsei                                      | A rendszámcserét már csak 4 darab élte meg, az utolsót 1984-ben selejtezték, ekkor a többségük Volánokhoz került. A GC-48-45-öst FS 76-62 rendszámmal étkeztetőbusszá alakították. |
| 260.00                                     | 1973. december                            | GC-48-85 – GC-49-35 | BU-11-03 – BU-11-20 | Mező                                        | 1981–1985-ös selejtezésükkor Volánokhoz, illetve Nyíregyházára, Pécsre és Szegedre kerültek. |
| 260.01                                     | 1973. december                            | GC-49-36 | – | Mező                                        | Megerősített vázkeretű próbakocsi, 1978-ban visszakerült az Ikarushoz. |
| Második széria                             |                                           | | |                                             | |
| 260.00                                     | 1974. október 1974. december              | GC-49-37 – GC-49-79 | BU-11-21 – BU-11-45 | Óbuda                                       | Selejtezésük 1983-ig megtörtént, ezután Volánoknál szolgáltak. |
| 260.00                                     | 1974. október 1974. december              | GC-49-80 – GC-50-04 | BU-11-46 – BU-11-59 | Kilián                                      | Az utolsót 1985-ben selejtezték, a buszok Szolnokra, Tatabányára és a Volánbuszhoz kerültek. |
| 260.00                                     | 1974. október 1974. december              | GC-50-05 – GC-50-32 | BU-11-60 – BU-11-68 | Récsei                                      | Veszprémbe és a Volánbuszhoz kerültek 1981-es és 1982-es selejtezésükkor. |
| 260.00                                     | 1974. október 1974. december              | GC-50-33 – GC-50-93 | BU-11-69 – BU-12-16 | Mező                                        | 1981 és 1985 között selejtezték, a Volánbuszhoz és Veszprémbe kerültek. |
| 260.00                                     | 1974. október 1974. december              | GC-50-94 – GC-51-03 | BU-12-17 – BU-12-21 | Fürst                                       | 1982-ig selejtezték, a Volánbuszhoz kerültek. |
| Harmadik széria                            |                                           | | |                                             | |
| 260.00                                     | 1975. szeptember– 1976. január            | GC-97-17 – GC-97-20 | BU-15-34 – BU-15-37 | Fürst                                       | 1983-ban selejtezték őket. |
| 260.00                                     | 1975. szeptember– 1976. január            | GC-71-94 – GC-72-00 GC-97-01 – GC-97-02 | BU-15-06 – BU-15-12 BU-15-28 – BU-15-29 | Récsei                                      | 1982-ben selejtezték őket, néhány Volánokhoz került. |
| 260.00                                     | 1975. szeptember– 1976. január            | GC-51-79 – GC-52-00 GC-70-01 – GC-70-50 GC-71-51 – GC-71-93 GC-97-82 | BU-12-86 – BU-13-08 BU-14-13 – BU-14-62 BU-14-63 – BU-15-05 BU-15-84 | Mező                                        | 1987-ig mindet selejtezték. |
| 260.00                                     | 1975. szeptember– 1976. január            | GC-51-04 – GC-51-53 GC-97-03 – GC-97-16 | BU-12-22 – BU-12-61 BU-15-30 – BU-15-33 | Óbuda                                       | 1985-ig mindet selejtezték, ez után néhány darab a Volánbusznál szolgált. |
| 260.00                                     | 1975. szeptember– 1976. január            | GC-51-54 – GC-51-78 GC-97-21 – GC-97-65 | BU-12-62 – BU-12-85 BU-15-38 – BU-15-80 | Kilián                                      | A GC-97-54 és a GC-97-62 homlokfala eltérő volt, fent középen tábla, két oldalt pedig szellőzőnyílások voltak. A buszok többsége 1982-ben Szolnokra, Egerbe és Pécsre került. A többit 1985-ig selejtezték. |
| 260.00                                     | 1975. szeptember– 1976. január            | GC-97-66 – GC-97-81 GC-97-83 – GC-97-88 | BU-15-81 – BU-15-83 BU-15-85 – BU-15-89 | Cinkota                                     | 1983-ig selejtezték őket, néhány darab Volánokhoz került. |
| Negyedik széria                            |                                           | | |                                             | |
| 260.00                                     | 1976. július 1976. október 1976. december | GE-00-09 – GE-00-22 | BU-00-09 – BU-00-22 | Fürst                                       | 1983-ig selejtezték, pár Szolnokra került utána. |
| 260.00                                     | 1976. július 1976. október 1976. december | GE-00-01 – GE-00-08 | BU-00-01 – BU-00-08 | Récsei                                      | 1984-ben selejtezték őket. |
| 260.00                                     | 1976. július 1976. október 1976. december | GC-98-83 – GC-99-00 GE-00-25 – GE-00-30 | BU-16-78 – BU-16-95 BU-00-25 – BU-00-30 | Mező                                        | 1986-ig selejtezték őket, pár darab Szekszárdra és Szegedre került. |
| 260.00                                     | 1976. július 1976. október 1976. december | GE-00-23 – GE-00-24 | BU-00-23 – BU-00-24 | Óbuda                                       | 1982-ben selejtezték. |
| 260.00                                     | 1976. július 1976. október 1976. december | GC-98-59 – GC-98-82 GE-00-41 – GE-00-64 | BU-16-55 – BU-16-77 BU-00-40 – BU-00-64 | Kilián                                      | 1984-es selejtezésükkor néhány a Volánokhoz került. |
| 260.00                                     | 1976. július 1976. október 1976. december | GC-97-89 – GC-98-58 GE-00-31 – GE-00-40 | BU-15-90 – BU-16-54 BU-05-10 – BU-05-13 BU-05-29 BU-00-31 – BU-00-40 | Cinkota                                     | 1985-ig selejtezték őket, Veszprémbe, Zalaegerszegre és Egerbe is került belőlük. |
| Ötödik széria                              | 1976. július 1976. október 1976. december | | |                                             | |
| 260.00                                     | 1977. március 1977. április               | GE-00-65 – GE-00-74 | BU-00-65 – BU-00-74 | Óbuda                                       | 1985-ig mindet selejtezték. |
| 260.00                                     | 1977. március 1977. április               | GE-00-75 – GE-00-99 | BU-00-75 – BU-00-99 | Fürst                                       | 1986-ig selejtezték, néhány a Volánokhoz került. |
| 260.00                                     | 1977. március 1977. április               | GE-01-00 – GE-01-22 | BU-01-00 – BU-01-22 | Cinkota                                     | 1989-ig selejtezték őket, néhány ez után Volánokhoz került. |
| Hatodik széria                             |                                           | | |                                             | |
| 260.00                                     | 1978. január                              | GE-01-23 – GE-01-79 | BU-01-23 – BU-01-79 | Cinkota, Fürst, Óbuda, Récsei, Mező, Kilián | 1989-ig selejtezték őket, néhány ez után Volánokhoz került. |
| Hetedik széria                             |                                           | | |                                             | |
| 260.00                                     | 1978. október 1978. december              | GE-01-80 – GE-02-00 GE-05-01 – GE-05-09 GE-05-14 – GE-05-28 | BU-01-80 – BU-02-00 BU-05-01 – BU-05-09 BU-05-14 – BU-05-28 | Óbuda, Récsei, Cinkota                      | 1988-ig mindet selejtezték, pár darab Egerbe és Salgótarjánba került. |
| Nyolcadik széria                           |                                           | | |                                             | |
| 260.00                                     | 1979. december 1980. január               | GE-05-30 – GE-06-68 | BU-05-30 – BU-06-68 | Fürst, Récsei, Óbuda, Mező, Cinkota         | 1992-ig selejtezték, néhány darab Békéscsabára és Kaposvárra került. |
| Kilencedik széria                          |                                           | | |                                             | |
| 260.00                                     | 1980. december– 1981. április             | GE-06-69 – GE-10-35 | BU-06-69 – BU-10-35 | Cinkota, Mező, Récsei, Óbuda, Fürst, Kilián | 1991-ig selejtezték, néhány darab Kaposvárra és Volánokhoz került. A BU-06-71-es 2000-ben a BPO-103, később az LZZ-331, majd BPO-671-es rendszámot kapta, jelenleg a BKV nosztalgiabuszai közé tartozik. |
| Tizedik széria                             |                                           | | |                                             | |
| 260.00                                     | 1982. szeptember 1982. október            | BU-21-10 – BU-23-83 | BPO-191 | Fürst, Kilián, Cinkota, Mező, Óbuda, Récsei | 1995-ig többségüket selejtezték, a 2000-es rendszámcserét csak a BU-22-02 érte el, mely a BPO-191-es rendszámot kapta. |
| Tizenegyedik széria                        |                                           | | |                                             | |
| 260.00                                     | 1983. október– 1984. február              | BU-87-71 – BU-90-35 | BPO-134, 153 BPO-384, 385, 388, 390, 396, 397 BPI-651 – BPI-654, 656, 658, 659, 660 | Óbuda, Kilián, Cinkota, Mező, Fürst, Récsei | A selejtezések 1991 és 2000 között történtek meg. Néhány jármű felújítás után 2004-ben JLA rendszámmal 3-4 évre visszatért. |
| Tizenkettedik széria                       |                                           | | |                                             | |
| 260.00                                     | 1985. augusztus– 1985. november           | BX-52-71 – BX-53-54 | BPO-032, 033 BPO-079 – BPO-088 BPO-112, 114, 181 BPO-379 BPI-307 BPI-567 – BPI-601 | Fürst, Kilián, Mező, Óbuda, Cinkota         | Selejtezésük 2004-ig történt meg, néhány darab HLN, JLA és JGD rendszámmal 2013-ig forgalomban volt. A BX-52-74 és a BX-52-82 1996-os selejtezése után GOZ-355 és GOY-186 rendszámmal a Csömör-buszon szolgált. |
| Tizenharmadik széria                       |                                           | | |                                             | |
| 260.45 260.46                              | 1986. november– 1987. február             | BX-59-69 – BX-60-84 | BPO-034 – 048, 055 – 059, 064 – 065 BPO-072 – 074, 077, 089 – 098 BPO-115 – 117, 169, 194 BPO-207, 210 – 214 BPO-373, 374, 381 BPO-606, 608 – 642 BPI-214 – 237, 263 BPI-602 – 609, 665 – 668                                 | Óbuda, Récsei, Fürst, Kilián, Mező, Cinkota | Az első selejtezés 1997-ben történt, a „Classicosított” BPO-609 2021 január végén egyéb állományba lett helyezve. 2013-ban a BPI-606 vázát és a BPI-624 berendezéseit felhasználva az LZZ-320-as rendszámú buszt építették, melyet 2016-ban selejteztek. |
| Tizennegyedik széria                       |                                           | | |                                             | |
| 260.45 260.46                              | 1988. június– 1988. szeptember            | BX-72-01 – BX-72-76 | BPO-051, 075 – 076 BPO-119, 142 – 147, 158 – 163 BPO-170 – 172, 184 BPO-208, 209 BPO-359 – 372, 375 BPO-643 – 655, 663, 664 BPI-238 – 251 BPI-610 – 622                                                                       | Óbuda, Récsei, Fürst, Kilián, Mező, Cinkota | Az első selejtezés 2000-ben történt, a legtöbb pedig 2013 körül. A BPO-147 2022 novemberében egyéb állományba helyezve. |
| Tizenötödik széria                         |                                           | | |                                             | |
| 260.45 260.46                              | 1989. augusztus– 1990. január             | BY-65-76 – BY-77-50 | BPO-049 – 050, 052, 060 – 062, 066 BPO-118, 129 – 133, 141, 148 – 151 BPO-156 – 157, 164 – 166, 173 – 177 BPO-182 – 183, 185 – 189 BPO-324 – 358 BPO-656 – 674 BPI-212, 253 – 262, 264 – 299 BPI-301 – 302 BPI-623 – 642, 647 | Óbuda, Récsei, Fürst, Kilián, Mező, Cinkota | Az első selejtezés 2000-ben történt, a legtöbb pedig 2014 körül. A BPO-332, 333, 657, 666 2003-ban, a BPO-662, 663, 664, 667, 672 és 674 2005-ben „ezüstnyíl” festést kapott. A BPI-301 később a KPX-922-es rendszámot kapta. A BPO-066, 166, 187, 332 magánkézbe került. BPO-341 üzemképesen lett leállítva, donorbusz lett. Az utolsó jármű (BPO-150) 2022 novemberében selejtezve. |
| Tizenhatodik széria                        |                                           | | |                                             | |
| 260.45 260.46                              | 1991. június– 1991. október               | BU-05-63 – BU-05-68 BU-06-05 BU-09-89, 09-93 BU-21-16 – BU-21-23 BU-21-87 BU-22-31, 22-34 BU-23-84                                                                                      | BPI-198 – BPI-200, 207, 213 BPO-136, 154 BPO-601 – BPO-602 BPI-525 – BPI-530, 539, 547 | Fürst                                       | A BU-rendszámokat másodjára osztották ki. A BPO-601, 602 és BPI-547 2003-ban „ezüstnyíl” festést kapott. A BPI-199 MPH-199-es rendszámot és kísérleti Allison váltót kapott. Az összes példány selejtezve 2021 februárjáig. |
| 260.45 260.46                              | 1991. június– 1991. október               | BU-06-00, 06-99, 07-00 BU-09-72, 09-76, 09-83 BU-22-11, 22-21, 22-24 BU-22-26, 23-25, 23-28 BU-23-32                                                                                    | BPO-309 – BPO-321 | Récsei                                      | A BPO-315 és 316 2003-ban „ezüstnyíl” festést kapott. A BPO-309 később a KPX-921-es rendszámot kapta. Ez a busz szállít még utasokat. A BPO-314 magánkézbe került. |
| 260.45 260.46                              | 1991. június– 1991. október               | BU-06-73 BU-10-26, 10-31 BU-21-54 BU-22-66, 22-69, 22-72 BU-22-73 22-74, 22-77 BU-23-03 23-07, 23-12 BU-23-14, BU-23-15                                                                 | BPO-053, 063, 068, 069, 070, 105, 106, 109, 122, 127, 139, 178, 190, 192, 193 | Cinkota                                     | Az utolsó példány (BPO-192) 2021-ben selejtezve. |
| 260.45 260.46                              | 1991. június– 1991. október               | BU-06-80, 06-83, 06-84 BU-06-87, 09-46, 09-47 BU-09-48, 09-60, 09-63 BU-09-64, 09-70, 21-62 BU-21-74, 23-70 – 23-72                                                                     | BPO-067, 078 BPO-100 BPO-123 – BPO-126, 168, 180 BPO-322, 323 BPO-603 – BPO-605 BPI-522 – BPI-524, 535 BPI-644, 645 | Mező                                        | A BPO-604 2003-ban „ezüstnyíl” festést kapott. A BPO-100 nosztalgiajármű. A többi jármű 2022 novemberéig selejtezve. |
| 260.45 260.46                              | 1991. június– 1991. október               | BU-09-28, 09-30, 09-31 BU-09-38, 21-43, 21-47 BU-21-49, 22-49, 22-59 BU-22-60, 22-64, 23-05 BU-23-06, 23-36, 23-39 BU-23-41, 23-42, 23-44 BU-23-50, 23-54, 23-57 BU-23-58, 87-92, 89-56 | BPI-519 – BPI-521 BPI-531, 533, 534 BPI-548, 550 – 552 BPI-555 – BPI-564, 565, 566 BPI-643, 646 | Kilián                                      | A BPI-559 2003-ban „ezüstnyíl” festést kapott. Az utolsó jármű (BPI-534) 2022 novemberében került selejtezésre. |
| Tizenhetedik széria                        |                                           | | |                                             | |
| 260.46                                     | 1992. július– 1992. szeptember            | BU-09-98, 10-07, 10-09 BU-21-13, 21-26 BU-22-43 – BU-22-46 | BPI-201 – BPI-205 BPI-208 – BPI-211 | Fürst                                       | A BPI-205 később NWZ-774, a BPI-209 később JNG-724 rendszámot kapott. Az NWZ-774 2022 novemberében selejtezve lett, |
| 260.46                                     | 1992. július– 1992. szeptember            | BU-09-95, 22-16, 22-18 BU-22-23, 22-25, 22-82 | BPO-301 – BPO-306 | Récsei                                      | A BPO-301, 302, 303 és 306 2003-ban „ezüstnyíl” festést kapott. BPO-301 2016-tól újra az „ezüstnyíl” arculatot viseli. |
| 260.46                                     | 1992. július– 1992. szeptember            | BU-21-45, 21-82, 21-90 BU-21-96 – BU-21-99 BU-22-54, 23-56, 89-66 BU-89-78, 90-36 | BPI-532, 538, 540 BPI-543 – BPI-546, 549, 564 BPI-648 – BPI-650 | Kilián                                      | A BPI-532, 543 és 649 2003-ban „ezüstnyíl” festést kapott. A BPI-540 külföldi gyűjtőkhöz került. BPI-648 vázcserés felújításon esett át 2016-ban és később NLZ-789 rendszámot kapott, 2022 novemberében egyéb állományba helyezve. |
| 260.46                                     | 1992. július– 1992. szeptember            | BU-05-96, 06-69, 21-51 BU-22-70, 22-78, 22-79 BU-22-81, 23-10, 23-18 BU-23-20, 23-21, 88-02 BU-88-04, 88-07                                                                             | BPO-054, 102, 104, 107, 108, 110, 111 BPO-120, 135, 137, 138, 140, 152, 167 | Cinkota                                     | Az utolsó jármű (BPO-102) 2022 novemberében került selejtezésre. |
| 260.46                                     | 1992. július– 1992. szeptember            | BU-21-75, 21-77, 21-92 BU-21-94, 22-90, 22-91 | BPI-536, 537, 541, 542, 553, 554 | Óbuda                                       | A BPI-542 2003-ban „ezüstnyíl” festést kapott. Az összes példány selejtezve 2017-ig. |
| 260.46                                     | 1992. július– 1992. szeptember            | BU-09-66, 09-69 | BPO-307 – BPO-308 | Mező                                        | A BPO-307 és 308 2003-ban „ezüstnyíl” festést kapott. A BPO-308 2015-ben, a BPO-307 2020-ban selejtezve. |
| Debrecenből használtan beszerzett járművek |                                           | | |                                             | |
| 260.30M                                    | 2010. október (1998-as széria)            | GNX-307, 309 GNX-339, 340, 341, 342 GXW-442, 443 | | Dél-Pest, Kelenföld, Cinkota                | 2018 februárjában és áprilisában a GNX-339 és 342 kivételével mindet selejtezték. |

### Békéscsaba
Békéscsaba helyi közlekedésében 1977 januárjában jelent meg a típus, ekkor 5+1 sebességes, mechanikus sebességváltóval ellátott 260.16 altípusú autóbuszok álltak forgalomba. Ezt követően 1982-ig Prága 2M70 automata váltóval felszerelt 260.06-osokat szerzett be a Körös Volán jogelődje, a 8-as számú Volán Vállalat. Több év szünet után, 1987-ben egy bolygóajtós példány érkezett a városba. Az elöregedő járműpark frissítésére előbb a Budapesti Közlekedési Vállalattól 260.00, majd 1992-től a volt Német Demokratikus Köztársaságból 260.02 altípusú, 6-8 éves használt autóbuszokat szereztek be. 1996-tól egy orosz exportból visszamaradt 260.50-es Ikarus is dolgozott a városban, melyhez 2007-ben egy hasonló kialakítású, eredetileg Gyulán forgalomba helyezett jármű csatlakozott. A buszok selejtezésükig megtartották az orosz stílusú kék-fehér festésüket. Javarészt a város tartalékállományában voltak, de más településeken is dolgoztak pótlóbuszként. 1998 őszén három, majd 1999 tavaszán még egy mechanikus sebességváltóval felszerelt Ikarus 260.30M érkezett, ezek voltak az utolsó új beszerzésű 260-asok. 2016-ban három újabb, automata sebességváltós Ikarus 260.30A érkezett Szegedről, ahol csak a gázüzemű Ikarusok maradhattak. 2020 decemberben és 2021 januárban a a 260.30A és 260.30M típusú buszok egy része selejtezésre került. Az utolsó Ikarus 260-asok (DUD-924, GNX-345 és a GMY-356) 2021 végén búcsúztak a közforgalomtól és le lettek selejtezve.

### Debrecen
A Hajdú Volán Debrecenben többféle típusváltozatot is üzemeltetett: 260.02, 260.03, 260.06, 260.30M, 260.32, 260.39, 260.43 és 260.50, melyek közül ma már egyik sem közlekedik. 2010 novemberében a BKV nyolc darab 260.30M típusú autóbuszt (GNX és GXW rendszámmal) vásárolt Debrecenből.

### Győr
Győrben az első 260-asok már 1974-ben megjelentek, amelyek évtizedekig meghatározó szereplői voltak mind a helyi, mind a helyközi közlekedésnek. A helyi járatoknál 1994-től fokozatosan váltották le őket az Ikarus 415-ös buszok, ennek ellenére 2002-ben még vásárolt 260-asokat az üzemeltető Kisalföld Volán. Napjainkban helyi járatként már nem közlekedik 260-as, az utolsó darabokat 2009-ben Sopronba helyezték át.
Napjainkban (2022) 11 darab van állományban a helyközi üzletágnál, többnyire tartalékként szolgálnak.

### Eger
A városban 2010-ben négy darab Ikarus 260-as (260.02, 260.06 és C60.30 változatok) közlekedett, illetve egy tartalékként funkcionált. 2018 elején már csak kettő autóbusszal találkozhattunk helyi forgalomban (AEU-225, CTG-972). A járművek 1988-as és 1990-es gyártásúak, felújításuk során Classic homlokfalat kaptak. Az AEU-225 2019 májusában selejtezve lett, a CTG-972 átkerült a Volánbuszhoz és 2023 januárjában leállításra került. Emiatt a városbán már nem lehet velük találkozni közforgalmú járaton.

### Kaposvár

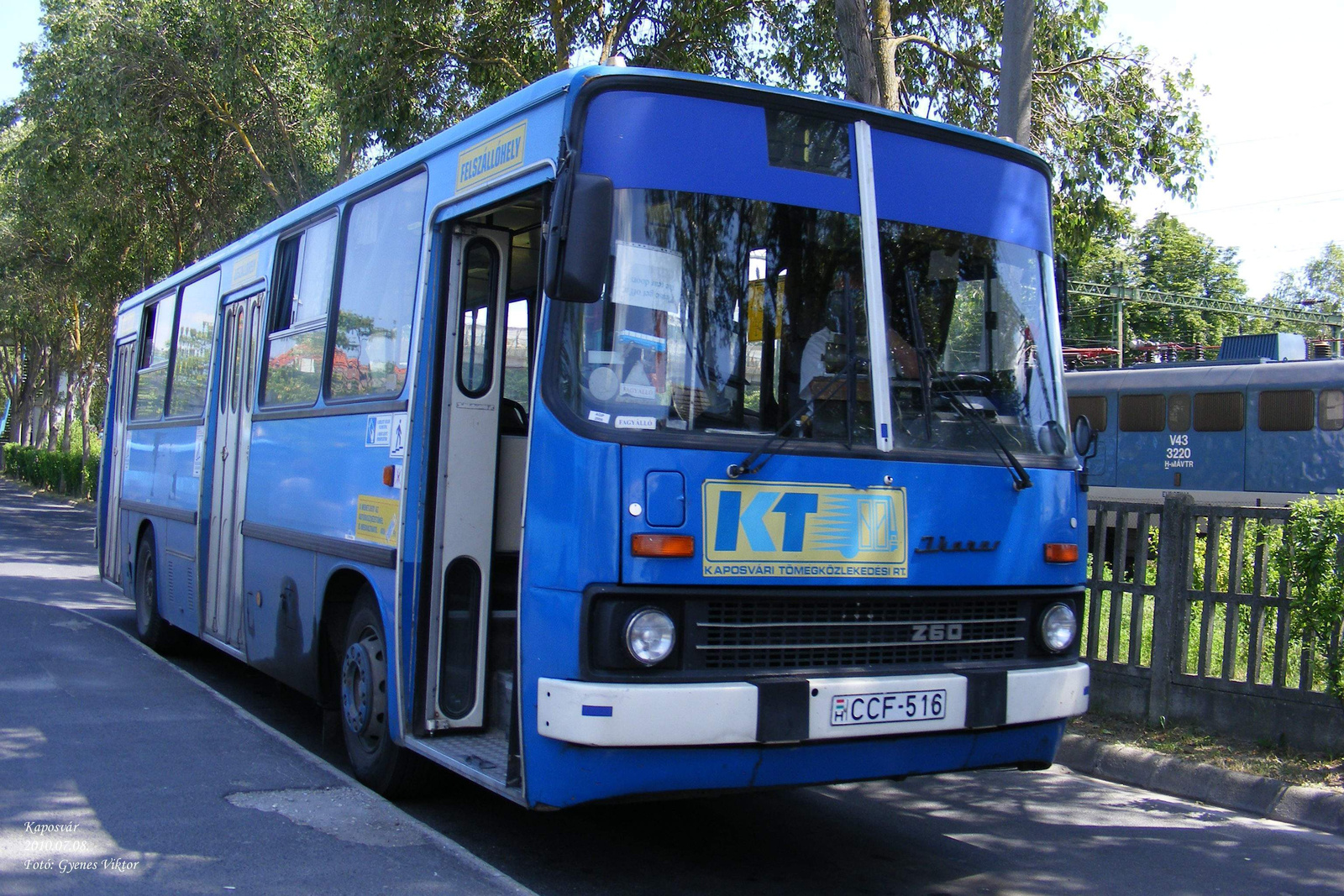
Kaposvári 260-as

A Kapos Volán első 260-as buszait 1981-ben szerezte be, ezek a GE-06-85 és a GE-10-12 rendszámokat kapták. 1982 és 1990 között további 18 autóbusz érkezett Kaposvárra, ebből négy darab használtan: egy a BKV-tól (BU 06-85) 1988-ban, három pedig az egykori NDK városaiból, 1984 és 1989 között (BHX-275, CCF-516, CCK-291). A Kapos Volánból való kiválás után (1994) a kaposvári autóbuszokat az új tömegközlekedési vállalat, a KT Zrt. vette át, ekkora már a BRS-330; -335; -337 rendszámú autóbuszokat törölték az állományból. Az utolsó öt kaposvári 260-ast 2015 novemberében vonták ki a forgalomból. A városban a 34 év alatt 260.00, 260.02, 260.06 és 260.38 modellváltozatú autóbuszok közlekedtek, majd az utolsó években már csak 260.02-esek és 260.06-osok fordultak elő.

### Kecskemét
Kecskeméten 2017 januárjában már csak két darab 260-as közlekedett, egy 260.06-os és egy 260.32-es. A városban helyi járaton ma már nem fordul elő a típus. 2011-ben a Kunság Volán egy 1982-ben gyártott Ikarus 260.06-ost nosztalgia célokkal újított fel és őrzött meg. A jármű jelenleg az LZZ-024-es rendszámot viseli, és a jogutód Volánbusz tulajdonában van.

### Miskolc

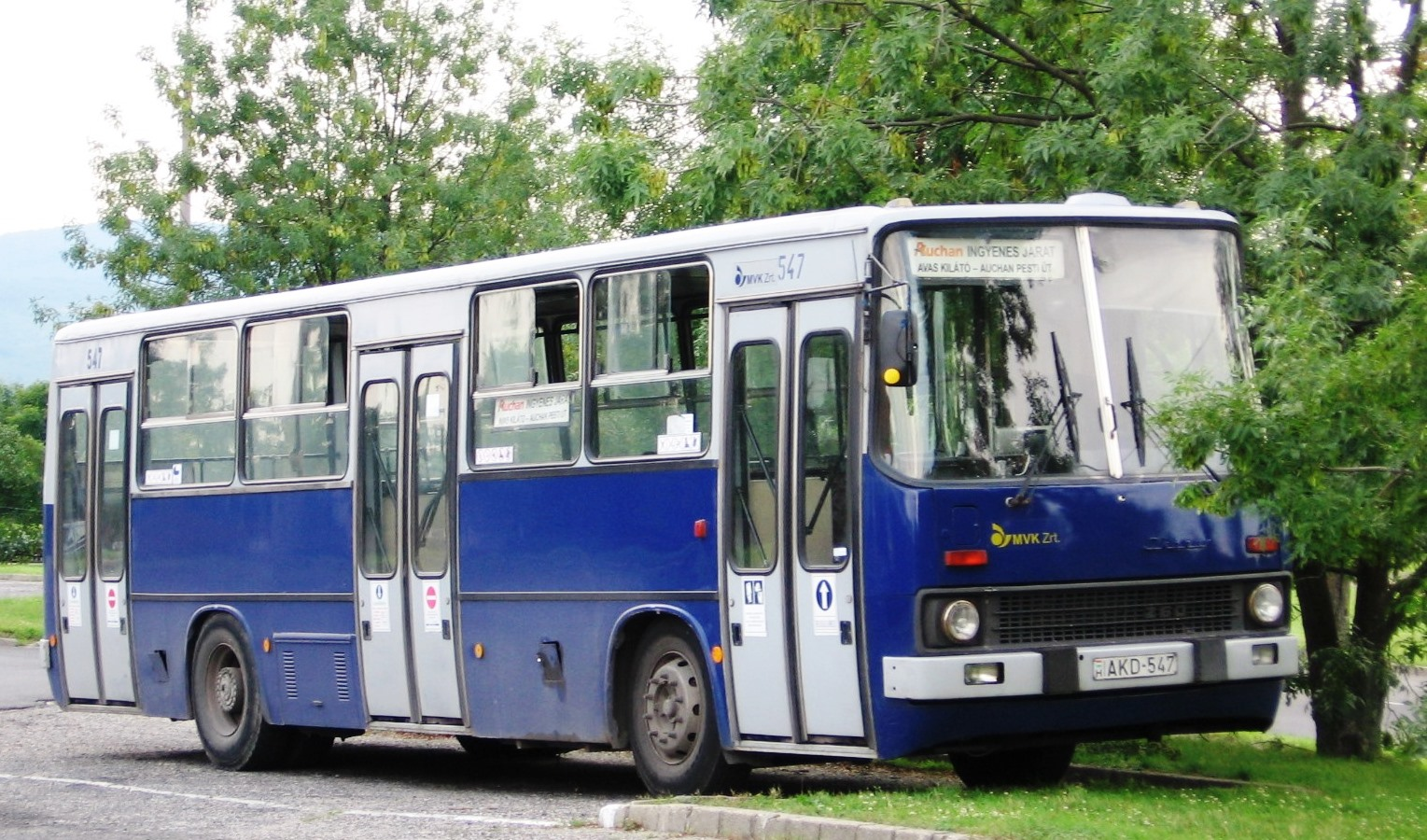
260-as Miskolcon

A Miskolci Közlekedési Vállalat 1973-ban szerezte be az első 260-asát, mely a GC 59-27 rendszámot kapta. A típusból 1990-ig majdnem minden évben újabb buszok érkeztek, főként a 260.03 modellváltozatokból. A város összesen 259 darab 260-assal rendelkezett.
Az első selejtezésekre 1981-ben került sor. A város már nem használja a típust, az utolsó Ikarus 260-asok selejtezése 2016-ban történt meg.
Az MVK Zrt. négy veteránvizsgás autóbusza közt az Ikarus 260 is képviselteti magát.

### Mosonmagyaróvár
Mosonmagyaróváron 2018 júniusában 8 darab autóbusz közlekedik, melyeket 1996 és 2001 között gyártottak. A buszok az ÉNYKK helyközi állományába tartoznak, melyek a város közigazgatási határain belül helyi járatként is közlekednek, helyi jeggyel/bérlettel is igénybe vehetőek.

### Pécs
Az első jármű 1977-ben érkezett, a GF-10-44 rendszámú buszt további 14 darab követte. 1979-ben és 1980-ban 1–1 darab buszt vettek, a következő nagyobb beszerzés 1982-ben volt, mikor újabb 15 darab, majd egy évvel később további hat darab érkezett a városba. A Pécsi Tömegközlekedési Rt. összesen 54 darab 260-assal rendelkezett, az utolsó járművet 1995-ben állították forgalomba. A város három modellváltozattal rendelkezett, 50 darab 260.06-ossal, három 260.03-assal és egy 260.54-essel. A buszok megkapták a helyi buszokra jellemző kék-fehér festést. A 2012-es szolgáltatóváltáskor már csak tíz darab volt forgalomban. Az utolsó 260-as a különleges ajtóelrendezésű DUD-672 rendszámú 260.54-es volt, melyet 2015. július 23-án kivontak a forgalomból.

### Sopron
Sopronban 2018 márciusában már csak három darab autóbusz közlekedik, melyeket 1997 és 2001 között gyártottak. A 260.20-as típusú buszok az ÉNYKK helyközi állományába tartoznak, melyek a város közigazgatási határain belül helyi járatként is közlekednek, helyi jeggyel/bérlettel is igénybe vehetőek.

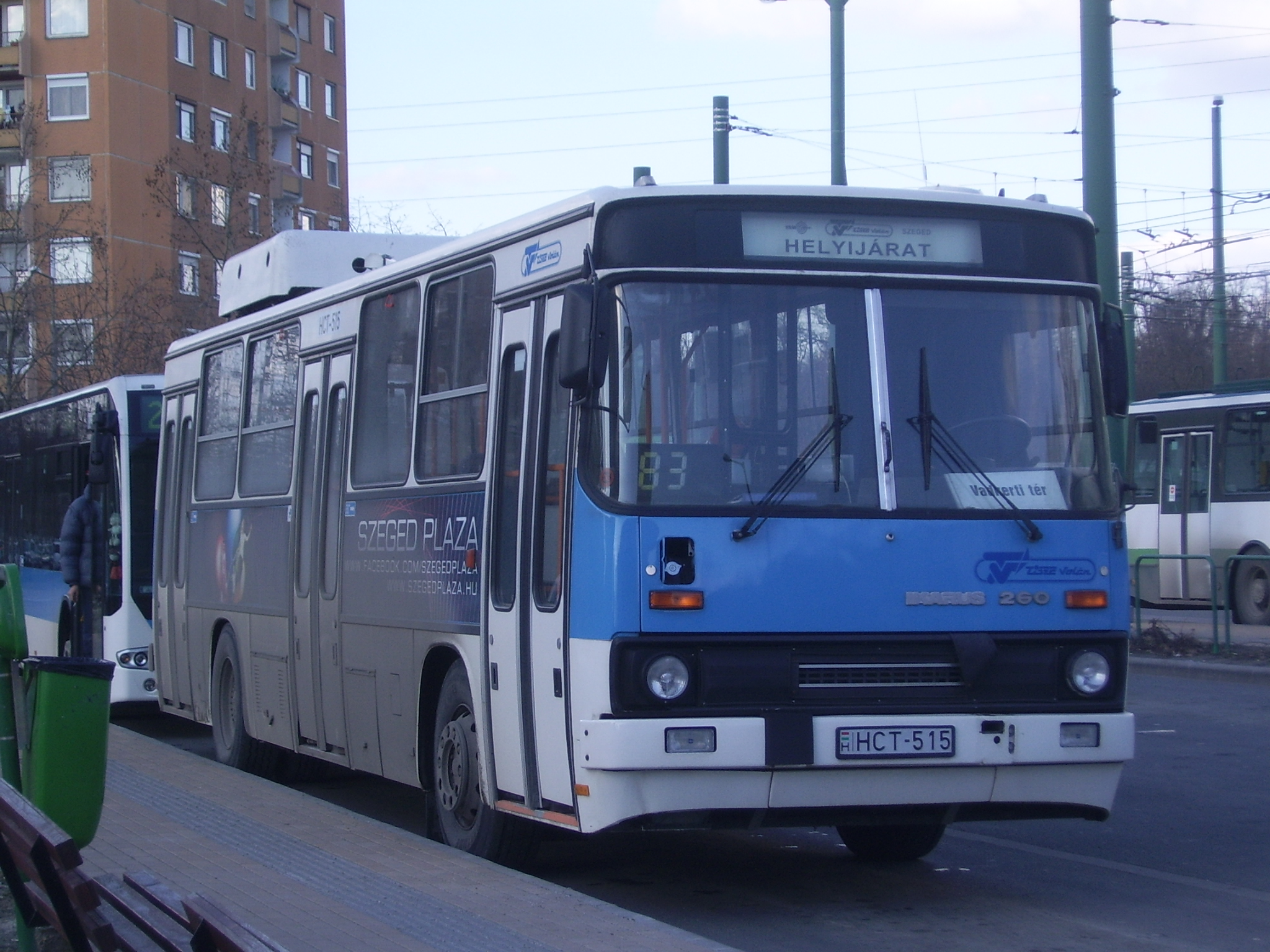
Gázüzemű 260-as Szegeden a 83-as vonalon

### Szeged
Szegeden először 260.00-ások jártak, ezeket 1973-ban vette a Volán 10. sz. Vállalat, a Tisza Volán jogelődje. A 10 darab, GC 65-95 – GC 66-04 rendszámú buszokat 1974. január 14-én adták át. Közülük az elsőt (GC 65-96) egy súlyos baleset következtében még abban az évben selejtezték, pótlására egy szovjet exportpéldányt állítottak üzembe. Ez lett az első szegedi sárga busz. Az első széria utolsó kocsiját 1986.04.01-én törölte állományából a Volán (BV 01-15, ex. GC 66-01). A 260-asok beszerzése Szeged számára 2002-ig folyamatos volt, a Tisza Volán 28 év alatt összesen 129 darabot állított forgalomba a városban. Ezek döntő többsége a Volán-specifikus 260.06 altípusba tartozott, de volt 1 db 260.01-es, néhány 260.16-os, illetve a '90-es évek végén 260.30A és az utolsó - az ezredforduló környéki - már CNG-üzemű beszerzések pedig a 260.3AG altípusba tartoztak. Az évek (1980-98.) során a város saját közlekedési vállalata, az SzKV számára 260.00 és 260.03 altípusú használt járműveket szerzett be Miskolcról (7 db) és Budapestről (9 db) is, illetve hét darab új buszt vásárolt 1981. és 1984. között. Ezeket troli- és villamospótlások alkalmával illetve az újabb és újabb trolivonalak kiépítése előtt azok próbajárataként használta az SzKV. A buszágazatot (3 viszonylat) a Tisza Volán 1998. április 1-én vette át a Szegedi Közlekedési Vállalattól (később Szegedi Közlekedési Társaság) Ekkor már csak kettő darab 260.03-as került a Volán állományába, de csak az egyiket használták tovább, a másik a szegedi autóbusz alközpontok épületeinek felújítása idején szolgált tartózkodóként a személyzet számára.. A Tisza Volán 1999-ben 8 darab, 2002-ben pedig 4 darab gázüzemű 260-ast vásárolt. Az 1999-es évjáratú buszok 2019-ben, az utolsó, 2002-es évjáratúak pedig 2021-ben selejtezésre kerültek, ezzel 48 év után tűntek el Szeged város utcáiról az IK 260-as autóbuszok.

### Szolnok
Szolnokon az első hat darab Ikarus 260.06 típusú autóbusz 1975 januárjában állt forgalomba, GC 74-61 – GC 74-66 forgalmi rendszámokkal, az utolsó kettő pedig 1992 januárjában, (BOS-260, BOS-261). A 260-asok kivonása a helyi közlekedésből még a Jászkun Volán működése alatt megtörtént, a jogutód KMKK már más buszokat ad ki forgalomba, így a város helyi közlekedésében már nem találkozhatunk a típussal.

### Veszprém
Veszprémben a helyi közlekedést 2019. január 1-jén az új önkormányzati tulajdonú V-Busz Veszprémi Közlekedési Kft. vette át az ÉNYKK-tól. Az új szolgáltató autóbuszai nem készültek el időben, ezért 7 darab szóló Ikarus további 2-3 hétig besegít a város helyi közlekedésébe. Ezután az ÉNYKK Ikarus buszainak egy része helyközi állományba kerül majd át, egy másik részét pedig selejtezni fogják.

### Volán-társaságok
A Volánok állományában 1973-ban jelentek meg az első Ikarus 260-asok. A négy darab, még 1972-es gyártású, 1973 első hónapjaiban GC 05-06 - GC 05-09 rendszámokkal Debrecen helyi járatain forgalomba állított 260.00 altípusú autóbusz sötétkék külső fényezésében is megegyezett a BKV-nak szállított járművekkel. 1974 folyamán további harmincnyolc 260.00 és 260.01 típusú autóbusz állt forgalomba Debrecen mellett immár Szeged és Győr utcáin is. A kimondottan a Volánok részére, helyi járatra gyártott 260.06 altípus első példányai 1975 januárjában érkeztek. Az automata sebességváltóval felszerelt 260.06-osból, és 1977-ig gyártott mechanikus sebességváltós változatából, a 260.16-osból 1992-ig összesen mintegy 1200 darab készült, így ezek az 1980-as évekre a vidéki helyi járatok meghatározó járműveivé váltak. Helyközi forgalomra a Volán vállalatok az 1970-es években az Ikarus 266-ost vásárolták, a 260-as helyközi, két ajtós változata, a 260.32-es 1982-ben jelent meg, ekkor még csak a Pest megyei 20-as számú Volánnál. A Volán-társaságok többségéhez 1984 őszén került először ebből az altípusból. Fogadtatása vegyes volt, egyes vállalatok, mint például a Kisalföld Volán, a továbbiakban csak 260-ast vásároltak helyközi forgalomra is, mások, mint például a Vasi Volán, később is a 266-ost részesítették előnyben. 260.32-esből 1982 és 1992 között mintegy 900, a szintén két ajtós, de kevesebb ülőhellyel rendelkező, kis forgalmú helyi járatokra szánt 260.39-esből 1984 és 1990 között 77 darab állt forgalomba a Volánoknál. Az 1990-es években az új autóbuszok beszerzése jelentősen visszaesett, a társaságok egy része az elöregedő járműpark frissítésére 237 darab használt, de jó állapotú 260.02-es és 260.43-as típusú autóbuszt vásárolt a volt Német Demokratikus Köztársaság területéről. Új gyártású 260-asok 2002-ben érkeztek utoljára a Volánokhoz, Győrbe 3 darab 260.20, Szegedre pedig 4 darab gázüzemű 260.56-os. A Volán-társaságok 2015. január 1-jén beolvadtak a helyi Közlekedési Központokba, járműállományuk a jogutód birtokába került.
A táblázatban szereplő darabszámok 1973-tól 2015-ig terjedő időszak állományi adatait mutatják. A járművek nagy része már nincsen forgalomban.
| Volán                                        | 260.00 | 260.02 | 260.03 | 260.06 | 260.16 | 260.20 | 260.30 | 260.32 | 260.33 | 260.39 | 260.43 | 260.47 | 260.50 | 260.51 | 260.54 | Összesen | Jogutód   |
| -------------------------------------------- | ------ | ------ | ------ | ------ | ------ | ------ | ------ | ------ | ------ | ------ | ------ | ------ | ------ | ------ | ------ | -------- | --------- |
| Agria Volán                                  | 3      | 6      |        | 10     |        |        |        | 4      |        |        | 6      |        |        |        |        | 18       | KMKK      |
| Alba Volán                                   |        | 3      |        | 72     | 8      |        |        | 16     | 3      |        | 2      |        | 4      | 5      |        | 39       | KNYKK     |
| Bács Volán                                   |        |        |        | 12     |        |        | 4      | 11     |        |        |        |        | 1      | 1      |        | 23       | DAKK      |
| Bakony Volán                                 |        | 5      |        | 10     |        |        |        | 4      |        |        | 2      |        |        |        |        | 7        | ÉNYKK     |
| Balaton Volán                                |        | 25     |        | 86     | 12     |        |        | 3      |        |        | 17     |        |        |        |        | 42       | ÉNYKK     |
| Borsod Volán                                 |        | 15     |        | 38     | 21     |        |        | 49     |        | 3      | 17     |        |        |        |        | 86       | ÉMKK      |
| Gemenc Volán                                 | 4      |        | 1      | 31     |        |        |        | 7      |        | 1      |        |        |        |        |        | 13       | DDKK      |
| Hajdú Volán                                  |        | 8      | 8      | 81     | 36     |        | 9      | 11     |        | 1      | 8      |        | 6      |        |        | 103      | ÉMKK      |
| Hatvani Volán                                |        |        |        | 11     |        |        |        | 9      |        |        | 1      |        |        |        |        | 15       | KMKK      |
| Jászkun Volán                                |        |        |        | 64     | 6      |        |        | 5      |        |        | 2      |        |        |        |        | 30       | KMKK      |
| Kapos Volán                                  |        | 3      |        | 35     | 9      |        |        | 58     |        |        |        | 3      |        | 1      |        | 63       | DDKK      |
| Kisalföld Volán                              | 15     | 1      |        | 121    | 5      | 24     | 1      | 30     |        |        |        |        | 3      | 2      | 14     | 90       | ÉNYKK     |
| Körös Volán                                  | 13     | 8      |        | 28     | 12     |        | 5      | 10     |        |        | 24     |        | 2      | 1      |        | 35       | DAKK      |
| Kunság Volán                                 | 2      |        |        | 47     |        |        |        | 18     |        |        |        |        |        |        |        | 23       | DAKK      |
| Mátra Volán                                  | 9      |        |        | 16     |        |        |        | 4      |        |        |        |        |        |        |        | 4        | KMKK      |
| Nógrád Volán                                 | 16     |        |        | 27     |        |        |        | 10     |        |        |        |        |        |        |        | 22       | KMKK      |
| Pannon Volán                                 |        | 1      | 1      | 103    | 6      |        | 2      | 28     |        |        |        |        |        |        |        | 68       | DDKK      |
| Somló Volán                                  |        | 1      |        | 12     |        |        |        | 10     | 2      |        | 1      |        | 2      | 1      |        | 27       | ÉNYKK     |
| Szabolcs Volán                               | 26     | 16     | 2      | 47     | 11     |        |        | 7      |        | 9      | 34     |        |        |        |        | 77       | ÉMKK      |
| Tisza Volán                                  | 11     | 4      |        | 123    | 4      |        | 3      | 17     |        | 4      |        |        | 1      |        |        | 54       | DAKK      |
| Vasi Volán                                   |        | 8      | 3      | 28     |        | 2      |        | 1      |        |        | 3      |        |        | 2      |        | 24       | ÉNYKK     |
| Vértes Volán                                 | 4      | 11     |        | 72     | 16     | 3      |        | 6      |        |        | 4      |        |        |        | 1      | 23       | KNYKK     |
| Zala Volán                                   | 7      | 2      |        | 55     | 2      |        |        | 7      |        |        | 1      |        | 1      | 2      |        | 16       | ÉNYKK     |
| Volánbusz                                    | 121    |        |        | 11     |        | 1      |        | 50     |        | 40     | 2      |        |        |        |        | 52       | Volánbusz |
| Összesen                                     | 231    | 117    | 15     | 1140   | 148    | 30     | 24     | 375    | 5      | 58     | 124    | 3      | 20     | 15     | 15     | 954      |           |
| Részletes állományi információk (1971–1990): |        |        |        |        |        |        |        |        |        |        |        |        |        |        |        |          |           |

### Közlekedési Központok
A korábbi Volán-társaságok 2015. január 1-jével beolvadtak a területi Közlekedési Központokba. A Közlekedési Központok helyi és helyközi forgalomban is üzemeltettek 260-asokat, főleg csúcsidőszakokban.
| Volán     | 260.02 | 260.06 | 260.20 | 260.30 | 260.32 | 260.33 | 260.43 | 260.50 | 260.54 | Összesen |
| --------- | ------ | ------ | ------ | ------ | ------ | ------ | ------ | ------ | ------ | -------- |
| DDKK      |        | 1      |        | 2      | 7      |        |        |        |        | 10       |
| DAKK      |        | 1      |        | 20     |        |        |        |        |        | 21       |
| ÉMKK      |        | 1      | 2      | 1      |        |        | 3      |        |        | 7        |
| ÉNYKK     |        | 3      | 28     | 1      |        | 2      |        | 3      | 1      | 38       |
| KMKK      | 1      | 3      |        |        | 4      |        |        |        |        | 8        |
| KNYKK     | 1      |        | 3      |        |        |        |        |        |        | 4        |
| Volánbusz |        |        |        |        |        |        |        |        |        | 0        |
| Összesen  | 2      | 9      | 33     | 24     | 11     | 2      | 3      | 3      | 1      | 88       |

1. ↑  12 darab gázüzemű

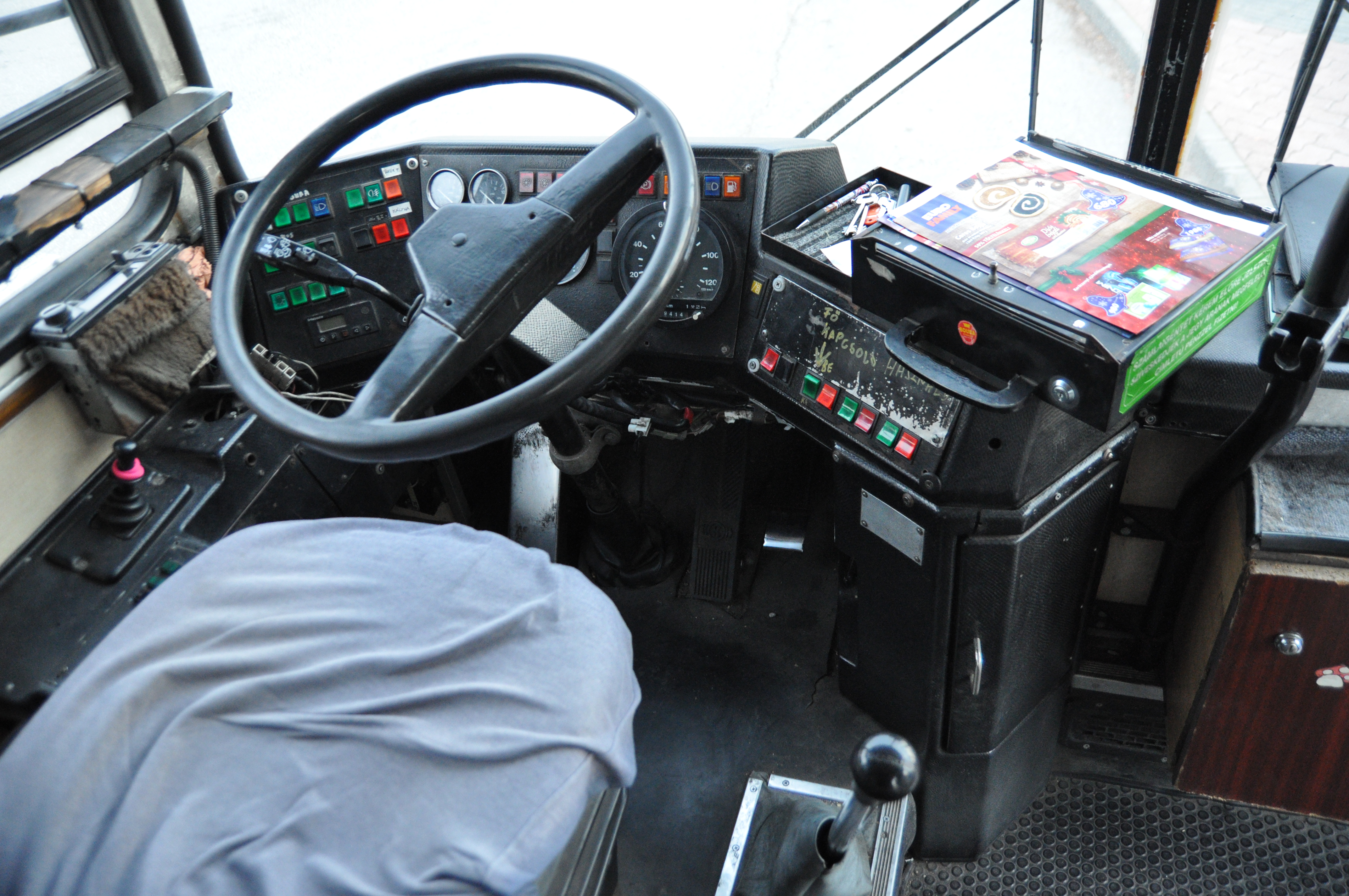
Egy 260-as vezetőállása

A Közlekedési Központok járműveit 2019. október 1-jén a Volánbusz vette át.
Frissítve: 2019. november 1.
|           | 260.02 | 260.06 | 260.20 | 260.30 | 260.32 | 260.33 | 260.43 | 260.50 | 260.54 | Összesen |
| --------- | ------ | ------ | ------ | ------ | ------ | ------ | ------ | ------ | ------ | -------- |
| Volánbusz | 2      | 6      | 33     | 23     | 7      | 2      | 3      | 2      | 1      | 79       |
| Összesen  | 2      | 6      | 33     | 23     | 7      | 2      | 3      | 2      | 1      | 79       |

1. ↑  12 darab gázüzemű

Jelenleg: 2024. február 1.
|           | 260.02 | 260.06 | 260.20 | 260.30 | 260.32 | 260.33 | 260.43 | 260.50 | 260.54 | Összesen |
| --------- | ------ | ------ | ------ | ------ | ------ | ------ | ------ | ------ | ------ | -------- |
| Volánbusz | 0      | 0      | 17     | 4      | 1      | 0      | 0      | 0      | 0      | 22       |
| Összesen  | 0      | 0      | 17     | 4      | 1      | 0      | 0      | 0      | 0      | 22       |

1. ↑  3 darab gázüzemű

## Külföldön

### Afrika
Az Ikarus 1975-ben készült el a trópusi kivitelű 260-assal, melynek jellegzetessége volt a lejjebb hozott tetővonal, ami árnyékosabb utasteret biztosított, a levegő áramlását pedig a nyitható ablakok biztosították.
Addisz-Abeba 1975-ben 26 darab 260.13-ast vásárolt, majd 1976-ban 27, 1977-ben 2, míg 1978-ban további 51 darabot. 1990 körül még forgalomban voltak, 1995-ben az egyik egy buszállomáson mobil irodaként üzemelt.
Egyiptom többnyire a 255-ös és a 256-os típusokból vásárolt, de 1987-ben egy darab 260-as is érkezett az országba.
Madagaszkárra is eljutott a típus, a 10 darab 260.19-es altípusú járművekből néhány Antananarivóban 1997-ben még közlekedett.
Libéria 2014-ben használtan szerzett be 260-asokat, Isztambul 20 darab kiöregedett buszt küldött segélyszállítmányként az afrikai országba.
Tanzánia és Mozambik is az Ikarustól vásárolt autóbuszt az 1980-as évek elején, ám ezekben az országokban bal oldali közlekedés van, így a 260-as jobbkormányos verzióját, az Ikarus 261-est importálták.

### Bulgária
Szófiának először 1974-ben szállítottak 260.08-ast, majd több bolgár városba is került a típusból. 2016-tól már egyik sem közlekedik.

### Dél-Amerika
Az Ikarus 260-as a tengerentúlra is eljutott, Costa Rica, Venezuela, Kuba és Peru is vásárolt belőle, többnyire két harmonikaajtós kivitelben. Havannában 2017-ben vonták ki őket a forgalomból. Harminc éven keresztül, szinte karbantartás nélkül használták őket.

### Görögország

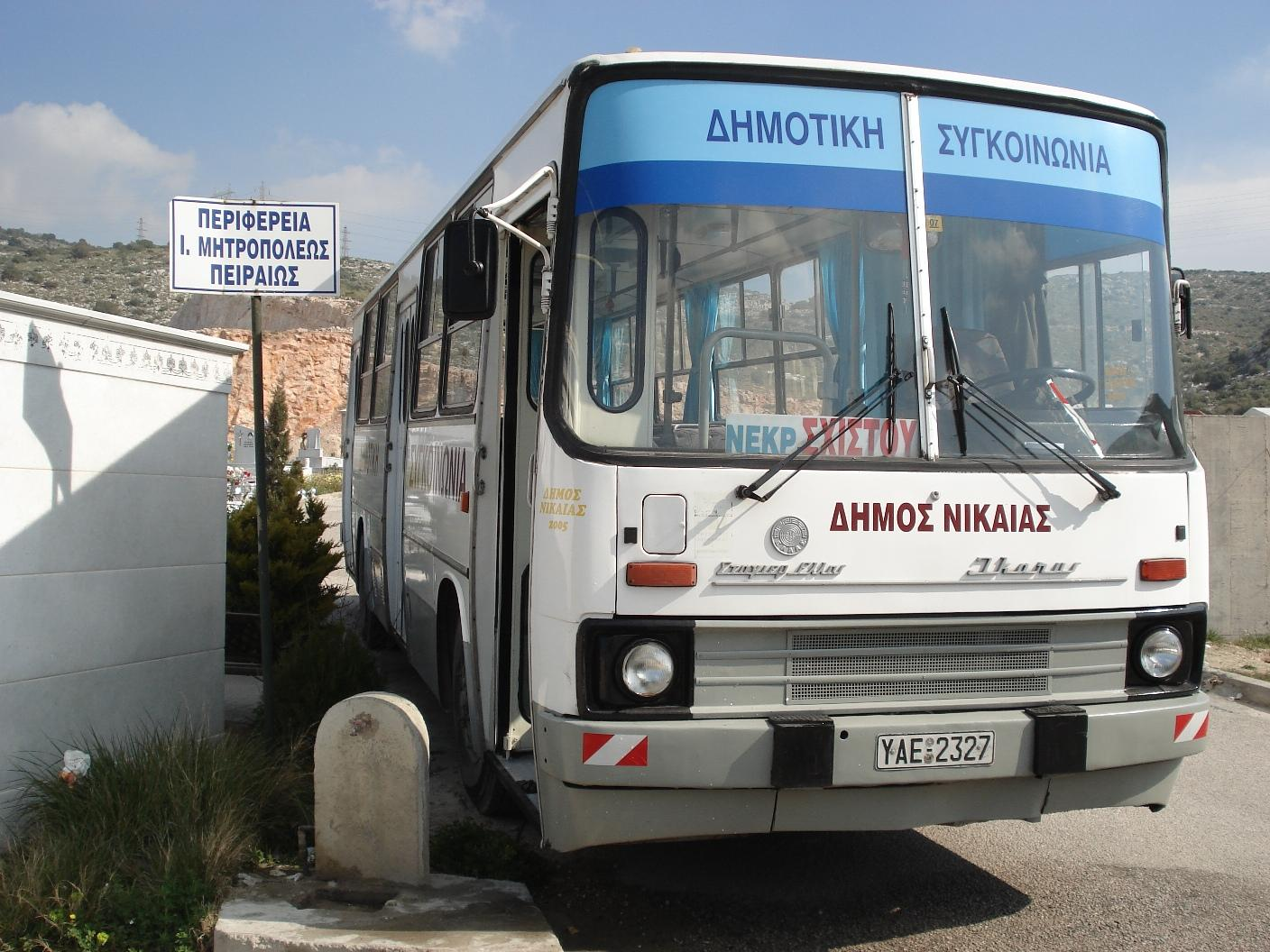
Egy temetői járat Athén mellett

Görögországnak 1978-ban 300 darab, 1983-ban 202 darab, majd 1985-ig további 545 darab 260.22-est szállított az Ikarus, melyekből ma már egy sem közlekedik. Az utolsó buszt 2004-ben selejtezték, néhány példány később magánkézbe került.

### Izland
Izland számára négy darab 260.29-est gyártottak 1981-ben, amelyeket a Strætisvagnar Kópavogs (SVK) üzemeltetett Reykjavík környékén. A cég 1992-ben megszűnt.

### Közel-Kelet
Irán összesen 802 darab 260-ast vásárolt, az utolsó hét darab 260.71-est 1991-ben, amelyek Teheránban jártak.
Irak a sorozatgyártás elején 100 darab 260-ast vásárolt.
A típusból Szíriába is jutott, ide szintén 100 darab 260-as érkezett.
Kuvait 11 darab barna-fehér festésű 260.30-ast vásárolt 1982-ben, amelyek két ajtóval és légkondicionáló berendezéssel rendelkeztek. 1986-ban 18 darab 260.44-est is vásároltak, melyek kék színben, légkondicionáló nélkül, de nagyobb ablakokkal érkeztek. A buszokat a KPTC üzemeltette.

### Szlovákia
Pozsonyban dolgoztak Ikarusok (feltehetően 260 és 280-asok). Ezeket 2009-ig selejtezték le.

### Csehország
Prágában is szolgáltak Ikarusok. A 280-asokat 1999-ben vonták ki a forgalomból, a 260-asokat már ez előtt.

### Lengyelország

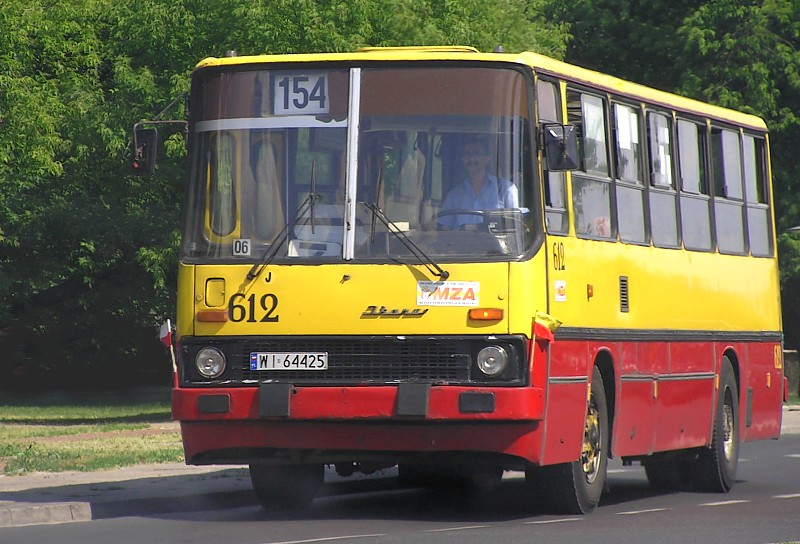
Varsóban

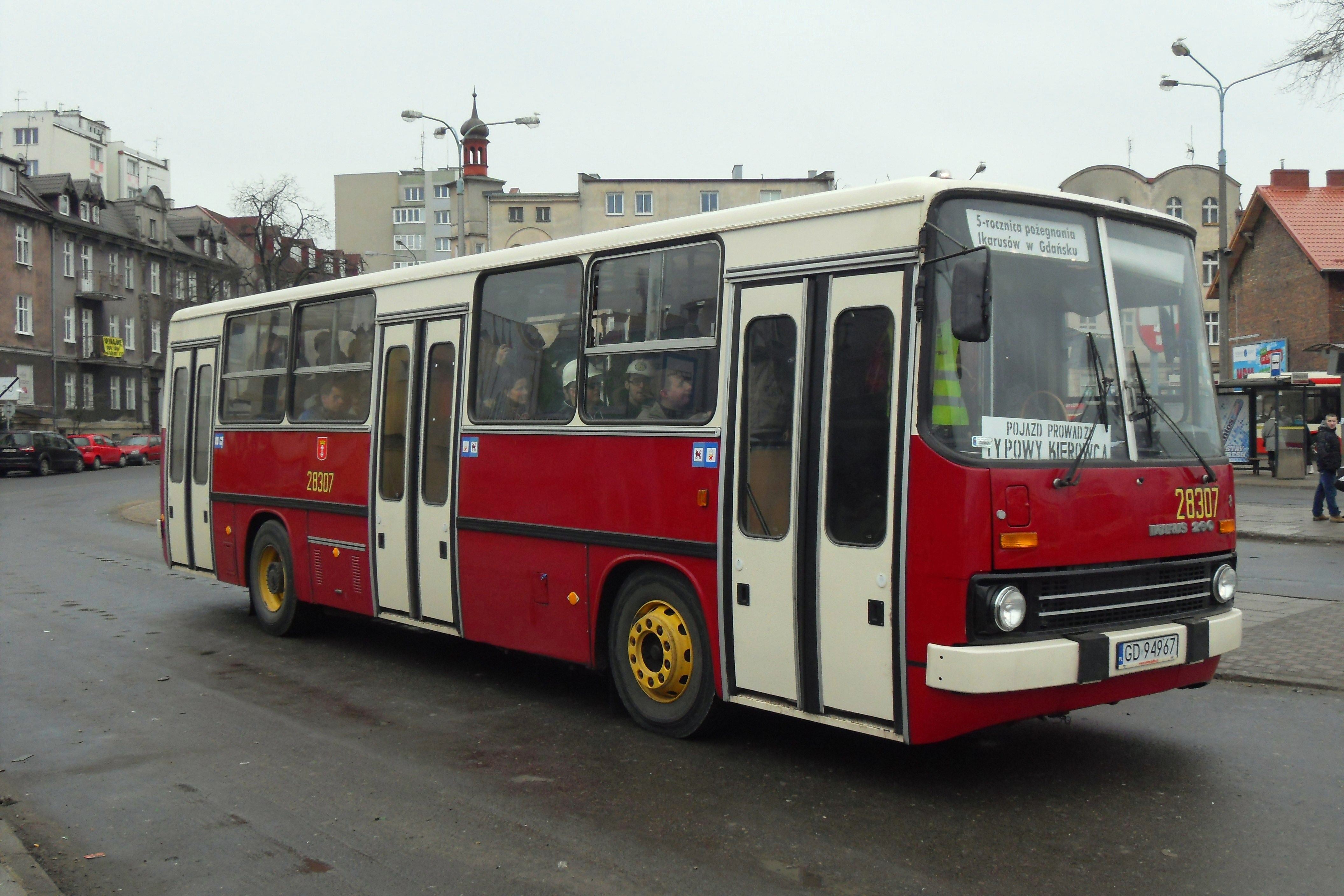
Gdańskban

A típus a legtöbb lengyel nagyváros közlekedésében meghatározó szerephez jutott, de előfordult helyközi közlekedésben is. Ma már csak elvétve lehet találkozni velük. A fővárosban, Varsóban az 1970-es évek végén jelent meg a 260.04-es altípusú busz, 1979-ben Katowicéből érkezett az első darab tesztelésre. Közvetlenül a magyar gyártól 1981-ben vásároltak közel 30 darabot. 1982-ben további 8 darabot szereztek be, ezek az NDK-nak szánt 260.02-esek voltak. Az Ikarusok sokkal megbízhatóbbnak tűntek a korábban használt Jelcz buszoknál, ezért folyamatosan szerezték be az újabb példányokat Magyarországról, ám végül 1987-ben és 1988-ban a leépítések miatt a járműállományt is csökkenteni kellett, 155 darab 260-ast eladtak (ebből 5 darab nullkilométerest), többnyire a helyközi közlekedéssel foglalkozó állami vállalatnak, a PKS-nek. 1990-ben viszont újabb buszok beszerzése volt szükséges, ekkor a 260.73A altípusból vásároltak, majd 1993-ban további 60 darabot, 1994-ben pedig 24 darabot. Varsó a 260-asokból több mint 400 darabot vásárolt, de napjainkban már egy sem közlekedik utcáin, az utolsó busz 2013. november 29-én szállított utasokat. A Klub Miłośników Komunikacji Miejskiej (KMKM) nevű szervezet 2008-ban megvásárolta és felújította a 289-es számú Ikarus 260.04-est, amely azóta nosztalgiabuszként üzemel.
Poznańban 1983-tól 2010-ig közlekedett a 260.04-es altípus, összesen 65 darabot vásároltak. Az egyik 1985-ös évjáratú darabot megőrizték, és jelenleg is nosztalgiajárműként üzemel.
Gdańskban is mindennapos szerepük volt, 1985-ben 56 darab 260.04-est, illetve 1993-ban 9 db 260.73A típusú buszt vásároltak. 2016-ban már csak két darab volt forgalomban, továbbá van egy nosztalgiajárművük is (GA 07E rendszámú), az 1985-ös évjáratú 260.04-es altípusú autóbusz 2009-ig szállított utasokat.
Krakkó először 1983-ban vásárolt 260.04-est, két év alatt összesen 230 darabot szereztek be. Napjainkban már egy sincs forgalomban, azonban egy átalakított buszt üzemi gépként még mindig használnak, illetve a 45151-es számú darab nosztalgiajárműként üzemel.

### NDK

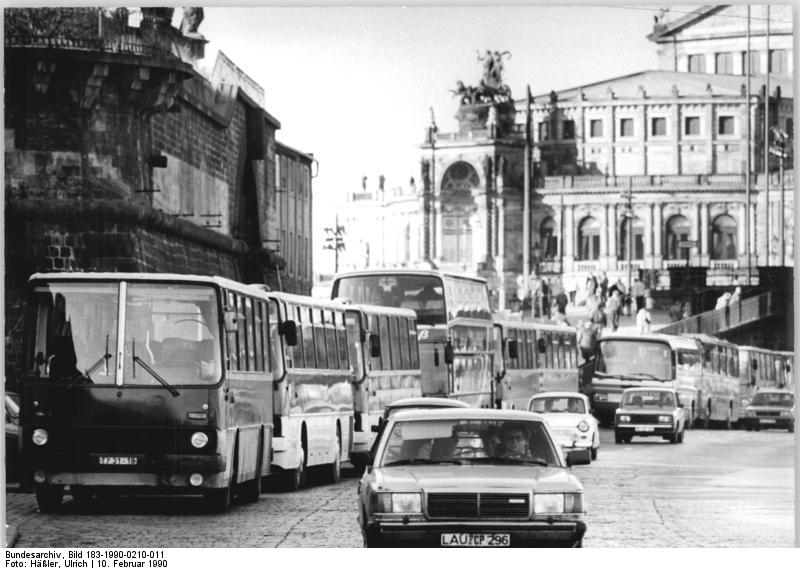
Drezdában, 1990-ben

Az NDK-ba a legtöbb darabot a 260.02-es altípusból szállították, melyek legfőbb jellemzője az osztatlan teliablakok és a botváltó voltak. Később 260.38-as, 260.43-as és 260.92-es altípusokból is vásároltak a németek, a buszok többek között Karl-Marx-Stadtban, Kelet-Berlinben, Drezdában, Potsdamban közlekedtek. Az utolsó járművet 2000-ben selejtezték, magánkézben lévő járművek nosztalgiabuszként még előfordulnak. Kelet-Berlinbe már az első szállításból érkeztek 260-asok, az utolsó jármű 1989-ben érkezett, amely végül csak 1992-ig volt forgalomban, ez után oktatóbusszá alakították át. 1995-ben a Berlini Tömegközlekedési Emlékegyesülethez (Denkmalpflege-Verein Nahverkehr Berlin) került, korhű felújítást kapott, azóta leginkább Ikarus találkozókon lehet látni. A többi busz nagy része Németország újraegyesítése után visszakerült Magyarországra, ahol Volán-járatoknál szolgáltak.

### Svájc
Feljegyzések szerint az Ikarus 1975-ben két darab 260-ast szállított a svájci Liestal városának. Ezeket a járműveket az Egyedi Gyáregységben készítették el. Különlegességük a fotocellás bolygóajtó és a ZF 2HP-500-as automata sebességváltó.

### Szovjetunió, Oroszország, Ukrajna

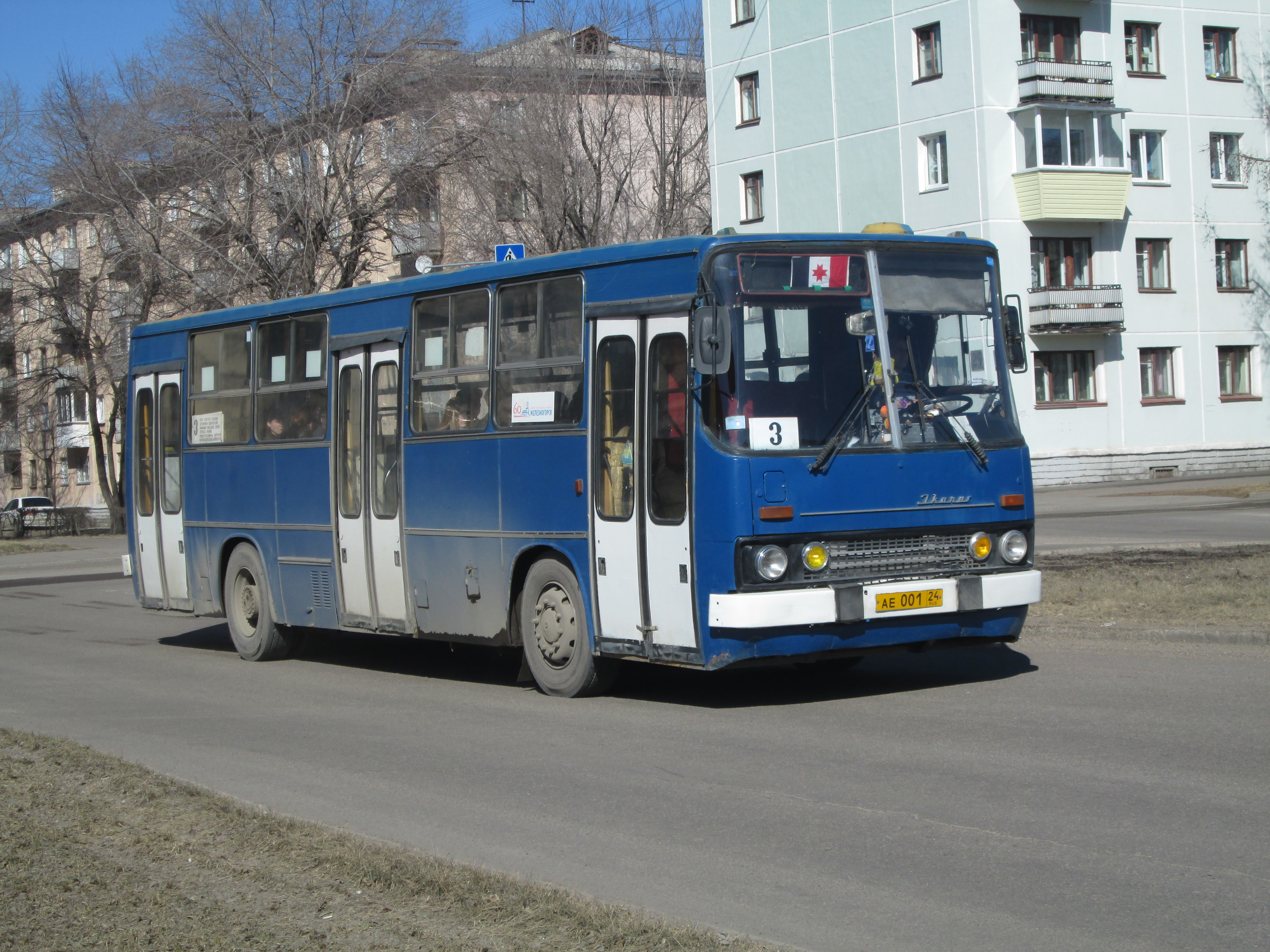
Zseleznogorszk, Oroszország

Mint az egyik legnagyobb felvásárló, a Szovjetunió több ezer 260-ast vásárolt, az első pár százat már a sorozatgyártásnak a legelején, 1973-ban, a 260.01-es altípusok első körben Szevasztopol és Jaroszlavl környékére kerültek, később Dnyipropetrovszk, Odessza, Volgográd, Harkiv, Luhanszk, Doneck, Kijev és Kemerovo környékén is közlekedtek, de néhány darab került Belorussziába, Észtországba, a Krím-félszigetre, Leningrádba és Moszkvába is. Kijevben 2008-ig jártak a buszok, Oroszországban néhány példány még ma is közlekedik, főleg a keletebbre fekvő részeken. A legtöbb busz öt altípusból került ki a Szovjetunióba, a 260.01-esen kívül 1981-ben az elővárosi kivitelű 260.18-as és 260.27-es, 1984-ben a 260.37-es, melyet a 260.01-es utódjának szántak, mindössze a váltóban és az ablakok elrendezésében különböztek, illetve az 1990-es évek elején a 260.50-es, amely a 260.37-es új verziója és már az orosz piacra szánt Ikarus 263-asokra hasonlított. A 260.51-es Észtországba és szovjet városokba került, a 260.52-esből pedig csak néhány darab készült, ezek többnyire Tambov, Tver és Kaluga városba, illetve Dagesztánba kerültek. Néhány darab Lettországba és Litvániába is került.
A csernobili atomkatasztrófa egész világot bejáró képein az Ikarus 260-asok is felbukkantak, a többnyire Kijevből átirányított 1255 darab Ikarus és LAZ buszokkal végezték Pripjaty város evakuálását. A buszokat később roncstemetőben helyezték el a radioaktív sugárzás miatt.

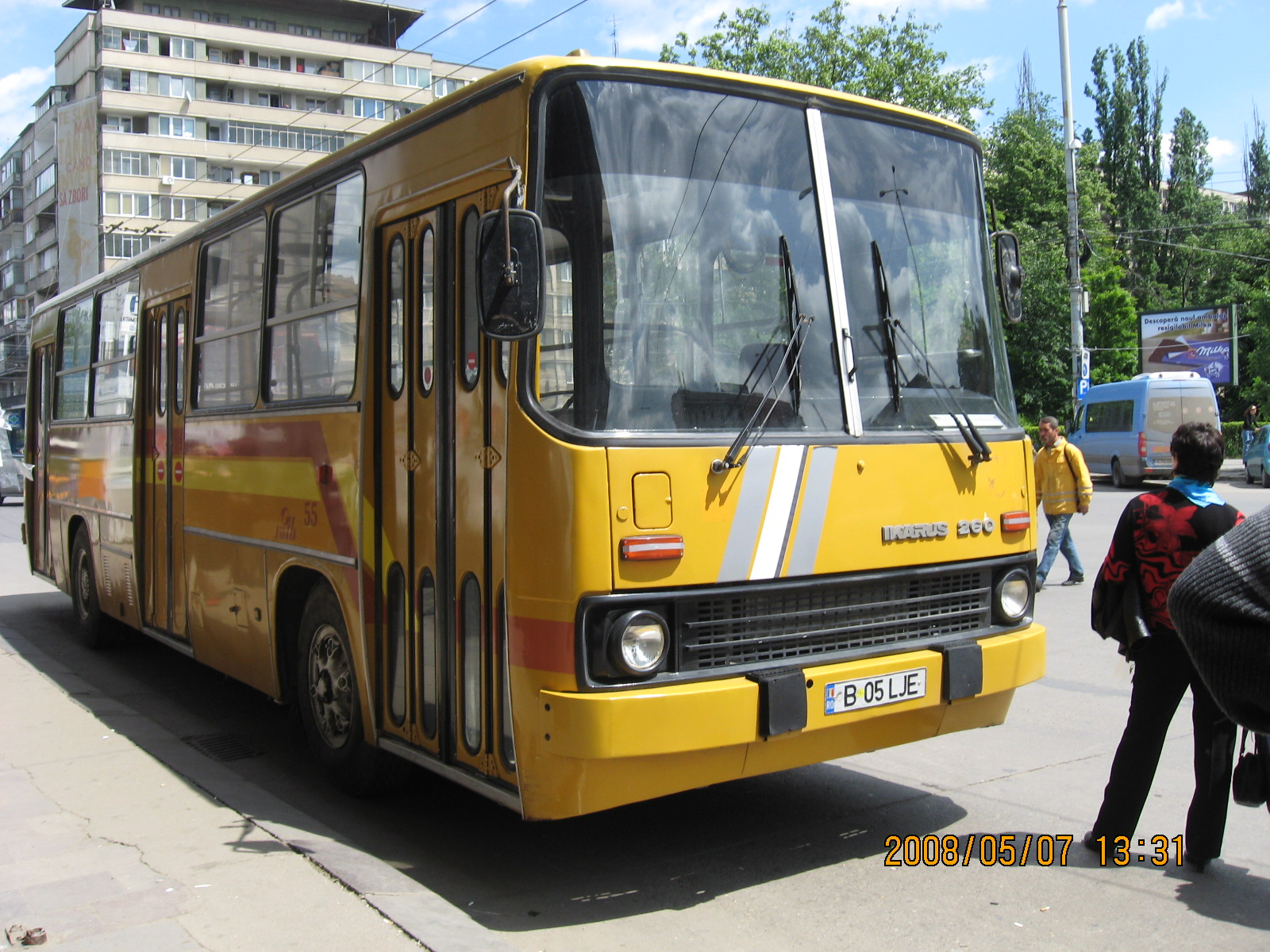
Bukarestben

Kijevben 2011-ben, Moszkvában 2012-ben vonták ki a típust a forgalomból.

### Románia
Románia számára külön sorozat nem készült, mégis sok 260-as került az országba, köszönhetően annak, hogy a főként Magyarországon kiöregedett autóbuszokat megvették. A magyar Volán-társaságoktól és Oroszországból használtan többek között Aradra, Nagyváradra, Szatmárnémetibe, Temesvárra 260.43-asok, Ploieștibe, Iașiba, Piteștibe, Brăilába 260.02-esek jutottak. Új példányok csak néhány városba kerültek, nagyobb mennyiségben csak Bukarestbe 1991 és 1993 között, ekkor 177 darab 260-ast szállított le az Ikarus. A buszokat 2009-ben selejtezték, de pár darab még forgalomban van.

### Moldova
Budapest mellett talán Chișinău az utolsó főváros, ahol napjainkban (2022) még nagy számú Ikarus közlekedik. Lecserélésük tervezett, anyagi források hiányában nem történt meg eddig.

### Távol-Kelet
Tajvan 1991-ben 560 darab 260.48-ast rendelt, melyek két évvel később már forgalomba is álltak.
Észak-Korea 191 darab 260-ast vásárolt, amelyek egy részét később trolibusszá alakították.

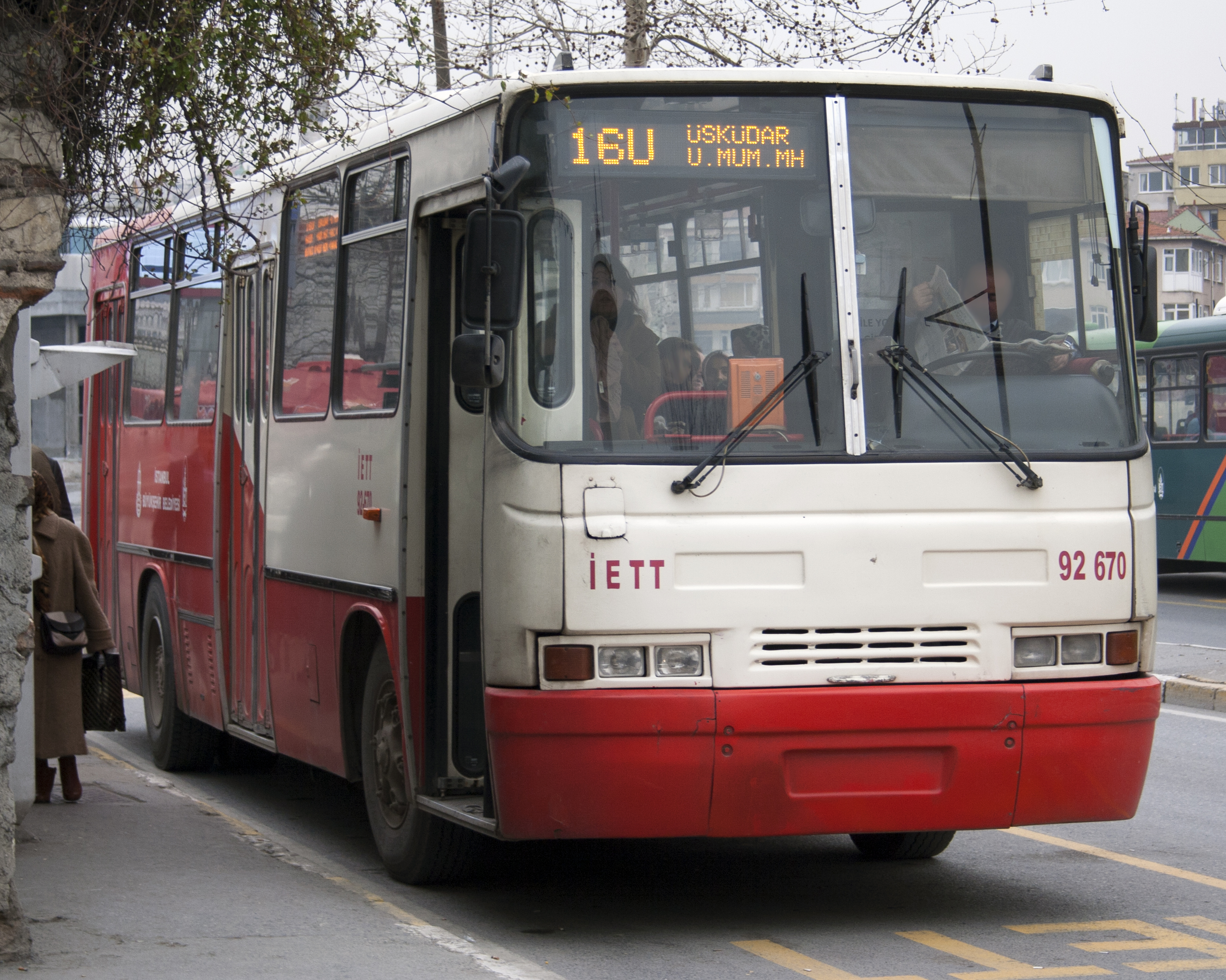
Egyedi homlokfalas 260-as Isztambulban

### Törökország
Törökország több mint 2000 példányt rendelt, az első 305 darabot 1979-ben Isztambul kapta meg. Törökországnak ekkor fizetési gondjai voltak, ezért a magyarokkal abban állapodtak meg, hogy a buszokért cserébe dohányt, pamutot, zöldséget és gyümölcsöt adnak. Új busz legközelebb 1990-ben érkezett öt darab 260.70-es formájában, míg 1991-től 1994-ig további 1244 darab 260.25-ös busz érkezett, melyekért az isztambuli közlekedési társaság, az İETT már pénzzel fizetett. A 2000-es években pár darabot CNG üzeműre alakítottak át. Ezen kívül 1992-ben Ankara, Bursa és Eskişehir, illetve 1993-ban İzmir városába is került a 260.25-ösökből és 260.49-esekből. Isztambulban 2013. év végén kivonták az utolsó Ikarust is a forgalomból, de megőriztek egy példányt, amely 2016 júniusában készült el, és nosztalgiacélokat szolgál.
Isztambul a kiöregedett buszait sokszor rászoruló országokba küldi el segélyszállítmányként, 2014-ben 20 darab Ikarus 260-as került ily módon Libéria fővárosába, Monroviába.

## Modellváltozatok
A táblázatból kimaradt altípusokról nincsen elérhető információ. Az Ikarus évszázados története könyv és a fotobus.msk.ru alapján.
| Altípus jelzése | Készült                       | Motor                             | Váltó                            | Ajtóelrendezés, ajtófajta                                 | Egyéb                                            |
| --------------- | ----------------------------- | --------------------------------- | -------------------------------- | --------------------------------------------------------- | ------------------------------------------------ |
| 260.00          | A BKV számára                 | Rába D2156HM6U                    | Praga 2M70                       | 4-4-4 harmonikaajtó (1984-ig) 2-2-2 bolygóajtó (1985-től) |                                                  |
| 260.01          | A Szovjetunió számára         | Rába D2156HM6U                    | Csepel ASH-75-2/Csepel-ZF S6-90U | 4-4-4 harmonikaajtó                                       |                                                  |
| 260.02          | Az NDK számára                | Rába D2156HM6U                    | Csepel-ZF S6-90U                 | 4-4-4 harmonikaajtó                                       |                                                  |
| 260.03          | Az MVK és az SZKT számára     | Rába D2156HM6U                    | Praga 2M70                       | 2-2-2 bolygóajtó                                          |                                                  |
| 260.04          | Lengyelország számára         | Rába D2156HM6U                    | Csepel ASH-75-2/Csepel-ZF S6-90U | 4-4-4 harmonikaajtó                                       |                                                  |
| 260.06          | A Volánok számára             | Rába D2156HM6U                    | Praga 2M70                       | 4-4-4 harmonikaajtó 2-2-2 bolygóajtó (1985-től)           |                                                  |
| 260.07          | Trópusi kivitel               |                                   |                                  | 4-4-4 harmonikaajtó                                       |                                                  |
| 260.08          | Bulgária számára              |                                   |                                  |                                                           |                                                  |
| 260.09          | Peru és Venezuela számára     |                                   |                                  |                                                           |                                                  |
| 260.10          | Venezuela számára             |                                   |                                  |                                                           |                                                  |
| 260.11          | Venezuela számára             | Rába-MAN D2156HM6U                | Csepel-ASH-75.2                  | 4-0-4 harmonikaajtó                                       |                                                  |
| 260.12          | Venezuela számára             |                                   |                                  |                                                           |                                                  |
| 260.13          | Etiópia számára               | MAN D2356HM6U                     | Csepel ASH-75-2                  | 4-4-4 harmonikaajtó 2-0-2 bolygóajtó                      |                                                  |
| 260.14          | Costa Rica számára            |                                   |                                  |                                                           |                                                  |
| 260.15          | Costa Rica számára            |                                   |                                  |                                                           |                                                  |
| 260.16          | A Volánok számára             | Rába D2156HM6U                    | Csepel ASH-75-2                  | 4-4-4 harmonikaajtó                                       | 1975-től 1977-ig                                 |
| 260.17          | Kuba számára                  | Rába-MAN D2156HM6U                | Praga 2M70                       | 4-4-4 harmonikaajtó                                       |                                                  |
| 260.18          | A Szovjetunió számára         | Rába-MAN D2356HM6U                | Csepel-ZF S6-90U                 |                                                           |                                                  |
| 260.19          | Madagaszkár számára           | Rába D2156HM6U                    | Csepel-ZF S6-90U                 | 4-0-4 harmonikaajtó 2-0-2 bolygóajtó                      |                                                  |
| 260.20A/M       | A Volánok számára             | Rába D10 UTSLL-160                | Csepel-ZF S6-90U                 | 2-0-2 bolygóajtó                                          |                                                  |
| 260.22          | Görögország számára           | Rába-MAN D2156HM6U                | Csepel-ZF S6-90U                 | 4-4-4 harmonikaajtó                                       |                                                  |
| 260.25          | Törökország Isztambul számára | Rába-MAN D2156HM6UT               | Csepel ZF S6-90U                 | 4-4-4 harmonikaajtó                                       | Később átdolgozott elülső és hátlap              |
| 260.27          | A Szovjetunió számára         | Rába-MAN D2156HM6U                | Csepel-ZF S6-90U                 | 2-0-2 bolygóajtó                                          |                                                  |
| 260.28          | Törökország Ankara számára    | Rába-MAN D2156HM6U                | Voith D851.2                     | 4-4-4 harmonikaajtó                                       |                                                  |
| 260.29          | Izland számára                | Rába-MAN D2356HM6U                | Renk-Doromat 873A                | 2-0-2 bolygóajtó                                          |                                                  |
| 260.30          | Kuvait számára                | Rába-MAN D2356HM6U                |                                  |                                                           |                                                  |
| 260.30A/M       | A Volánok számára             | Rába D10 UTSLL-160                | Csepel-ZF S6-90U                 | 2-2-2 bolygóajtó                                          | Gázüzemű változatban is                          |
| 260.31          | Szíria számára                | Rába D2156HM6U                    |                                  | 4-0-4 harmonikaajtó                                       |                                                  |
| 260.32          | A Volánok számára             | Rába D10 UTS-180 Rába D2156HM6U   | Csepel-ZF S6-90U                 | 2-0-2 bolygóajtó                                          |                                                  |
| 260.33          | A FÁK számára                 |                                   |                                  | 2-2-2 bolygóajtó                                          |                                                  |
| 260.36          | A Szovjetunió számára         | Rába D2156HM6U                    |                                  |                                                           |                                                  |
| 260.37          | A Szovjetunió számára         | Rába D2156HM6U                    | Csepel-ZF S6-90U                 | 4-4-4 harmonikaajtó                                       |                                                  |
| 260.38          | Az NDK számára                |                                   |                                  |                                                           |                                                  |
| 260.39          | A Volánok számára             | Rába D2156MT6U                    | Csepel-ZF S6-90U                 | 2-0-2 bolygóajtó                                          |                                                  |
| 260.43          | Az NDK számára                | Rába D2156HM6U                    | Csepel-ZF S6-90U                 | 4-4-0 harmonikaajtó                                       | 1986-tól 1989-ig                                 |
| 260.44          | Kuvait számára                | Rába-MAN D2156HM6U                |                                  |                                                           |                                                  |
| 260.45          | A BKV számára                 | Rába D2156HM6U                    | ZF 4HP500                        | 2-2-2 bolygóajtó                                          |                                                  |
| 260.46          | A BKV számára                 | Rába D2156HM6U                    | Voith D851.2                     | 2-2-2 bolygóajtó                                          |                                                  |
| 260.47          | Nigéria számára               |                                   |                                  | 4-4-0 harmonikaajtó                                       |                                                  |
| 260.48          | Tajvan számára                | Rába-MAN D2156HM6UT               | Voith D851/854                   | 2-2-0 bolygóajtó                                          | Baloldalt, hátul vészkijárattal                  |
| 260.50          | A FÁK számára                 | Rába D2156HM6U Rába D10 UTSLL-160 | Csepel-ZF S6-90U                 | 4-4-4 harmonikaajtó                                       |                                                  |
| 260.51          | A FÁK számára                 | Rába D2156HM6U Rába D10 UTSLL-160 | Csepel-ZF S6-90U                 | 2-0-2 bolygóajtó                                          |                                                  |
| 260.52          | A Szovjetunió számára         | Rába-MAN D2156HM6UT               | Csepel-ZF S6-90U                 | 4-4-4 harmonikaajtó                                       |                                                  |
| 260.54          | A Volánok számára             | DAF LT160M                        |                                  | 2-0-2 bolygóajtó                                          |                                                  |
| 260.54A         | A Volánok számára             | DAF LT160M                        |                                  | 2-0-2 bolygóajtó                                          |                                                  |
| 260.56G2        | A Volánok számára             |                                   |                                  | 2-2-2 bolygóajtó                                          | Gázüzemű                                         |
| 260.57          | A FÁK számára                 | MAN D2866UM                       | Csepel-ZF S6-90U                 | 4-4-4 harmonikaajtó                                       |                                                  |
| 260.58          | Lettország számára            |                                   |                                  |                                                           |                                                  |
| 260.59          | Lengyelország számára         | Rába D10 UTS-155                  | ZF 4HP500                        | 2-2-2 bolygóajtó                                          |                                                  |
| 260.62          | A Magyar Vöröskereszt számára |                                   |                                  | 2-0-2 bolygóajtó                                          | Látásvizsgáló busz                               |
| 260.70          | Isztambul számára             | Rába-MAN D2156HM6UT               | Csepel-ZF S6-90U                 | 4-4-4 harmonikaajtó                                       | Később átdolgozott elülső és hátlap              |
| 260.70A/E       | Lengyelország számára         |                                   |                                  |                                                           |                                                  |
| 260.71          | Irán számára                  | MAN E2866DUH                      | Voith D851.2                     | 2-0-2 bolygóajtó                                          | Gázüzemű                                         |
| 260.72          | Törökország Bursa számára     | Rába-MAN D2156HM6UT               | Csepel-ZF S6-90U                 | 4-4-4 harmonikaajtó                                       | kémény típusú kipufogó                           |
| 260.73          | Varsó számára                 | Rába D10 UTS-150                  | ZF 4HP500                        | 2-2-2 bolygóajtó                                          |                                                  |
| 260.73A         | Varsó számára                 | Rába D10 UTS-150                  | ZF 4HP500 Voith D864.3E          | 2-2-2 bolygóajtó                                          |                                                  |
| 260.73B         | Zawiercie számára             | Rába D2156HM6UT                   | Csepel-ZF S6-90U                 | 2-2-2 bolygóajtó                                          |                                                  |
| 260.74          | Lengyelország számára         | Rába MAN D2156HMUT                | Csepel-ZF S6-90U                 | 2-2-2 bolygóajtó                                          |                                                  |
| 260.88          | Lengyelország számára         | Rába D2156HM6U                    | Csepel ASH-75-2                  |                                                           | Jelcz M11 néven gyártották Ikarus alvázzal       |
| 260.90          | Különleges célokra            |                                   |                                  | 1-0-0 bolygóajtó ajtó hátul is                            | Könyvtárbuszként és rally buszként is használták |
| 260.92          | Az NDK számára                |                                   |                                  |                                                           | Speciális, mozgássérültek szállítására           |
| 260.MR          | A Magyar Rádió számára        |                                   |                                  |                                                           | Speciális kialakítású stúdió busz                |

## Ikarus C60

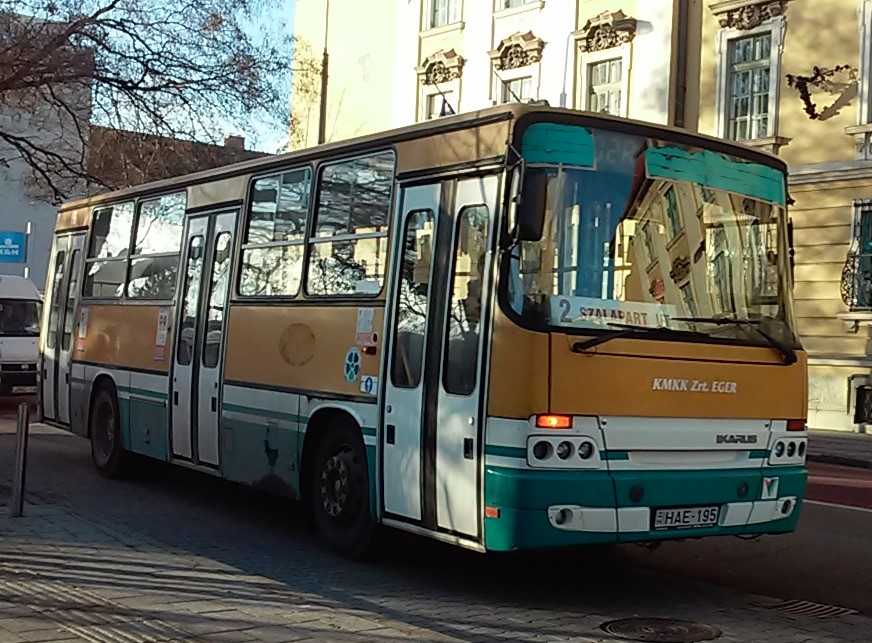
Az egyetlen eredeti C60-as az egri 2-es járaton

1999-ben a 200-asokat felváltó Classic család keretein belül elkészült az utód, az Ikarus C60-as. A buszból végül csak egy darab készült, ez 2021-ig Egerben közlekedett HAE-195 rendszámmal, pontos típusjelzése Ikarus C60.30A. A busz a Classic családdal megegyező új homlok- és hátfalat kapott. A többi ilyen külsővel közlekedő busz (Budapesten és Szolnokon) csak átalakított 260-as. A jármű 2022-ben bekerült a Volánbusz Értékmentési Programjába.

## Ikarus 260T
Az Ikarus 260T az Ikarus 260-as busz troliváltozata, mindössze kettő darab készült belőle. A prototípus 1974-ben készült el egy ZiU–5-ös berendezéseit felhasználva. Jelenleg a BKV nosztalgiaflottáját erősíti, bár egyes vélemények szerint elbontották és egy 260-as vázelemeit felhasználva építették újra. A második példány NDK exportra készült, Weimarban közlekedett, 1995-ben került vissza Magyarországra, ahol szétvágták. Észak-Koreában is közlekedtek 260-as trolik, ám azok dízelbuszokból lettek átalakítva.

## Érdekességek

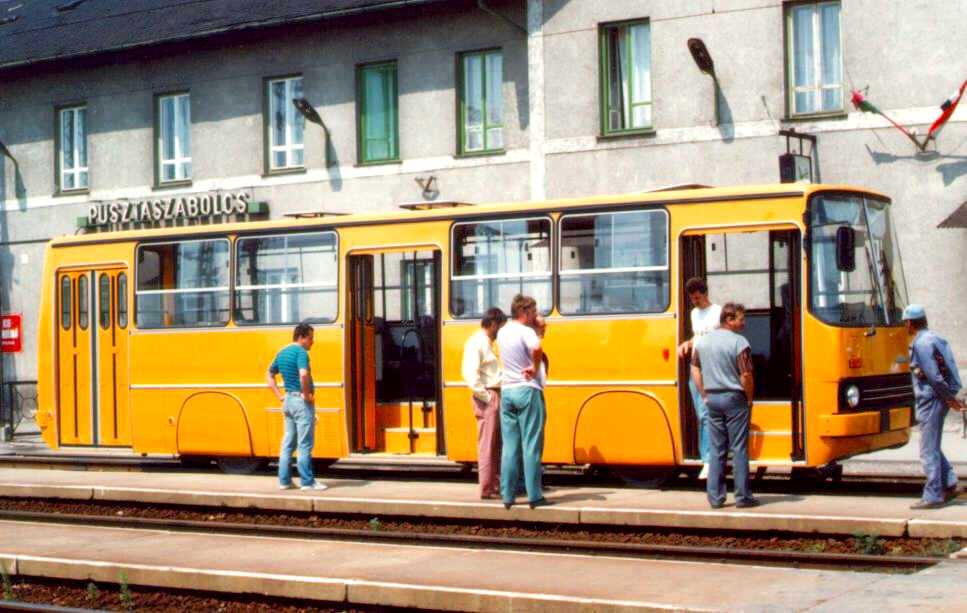
A sínautóbusz Pusztaszabolcs állomáson

### MÁV Ikarus 260
Az Ikarus 260 sínautóbusz néven is emlegetett jármű egy kísérleti darab volt az 1990-es évek elején, melyet a Bzmot-hiány miatt a MÁV rendelt meg az Ikarustól. A próbák végül sikertelenek voltak, ezért visszaalakították autóbusszá, jelenleg a BOS-770-es rendszámot viseli és Szentesen közlekedik helyi járatokon.

### Könyvtárbusz
Pécsett egy könyvtárbusznak átalakított Ikarus 260.90-es jármű járta a környező településrészeket (Somogy, Ürög, Vasas, Tettye, Patacs, Pécsvárad stb.) és könyvtári elérhetőséget biztosított az itt lakóknak. Pécsett már 1974 óta létezett ez a szolgáltatás, 1992. november 23-án – 2 év kihagyás után – újra forgalomba állt a CCP-661-es rendszámú Ikarus busz, ahol körülbelül 3000 kötet könyvet helyeztek el, melyeket folyamatosan cserélgettek. A szolgáltatás napjainkban is létezik, de már modernebb járművekkel, melyek Baranya megyei falvakba is lejárnak. 1984 és 1990 között Cegléden is hasonló szolgáltatás volt elérhető.

### „Dízeltroli”
A kőbányai troligarázsban 1995-től alkalmaztak egy különös 260-ast. A korábbi BU 88-41-es rendszámú busz áramszedőt és 295-ös pályaszámot kapott, de a jármű dízelmotorral közlekedett. A furcsa megoldást azért választották, mert ónos eső idején a felsővezetékekre ráfagyott a jég, mely a GVM trolik elektronikájában folyamatosan gondot okozott, így ezzel a busszal és ZiU–9 trolikkal takarították a felsővezetékeket. A busz fagyállót permetezett a vezetékekre, a ZiU trolik elektronikáját pedig nem zavarta a jég, bár olykor szikrázva és rángatva indultak el, miközben letörték a jeget. A busz közforgalmú utasszállításban nem vehetett részt.

### Girón XIII
Az 1960-as évek végén a kubai piacon működő spanyol Girón gyár, mely autóbuszok felújításával foglalkozott, megállapodást kötött az Ikarusszal buszok importálásáról. A magyar gyár kész alvázakat és szükséges alkatrészeket juttatott el Havannába. 1990-ig többféle típust szereltek össze, a 260-as változatból több mint 4500 példány gurult ki a gyártósorról, de Girón XIII néven. A magyar változattól való legszembeötlőbb eltérés, hogy az ablakokat alul lehetett kinyitni. A kiöregedett buszokból később vasúti kocsik, pótkocsik, illetve emeletes buszok lettek.

### Jelcz L11 és M11

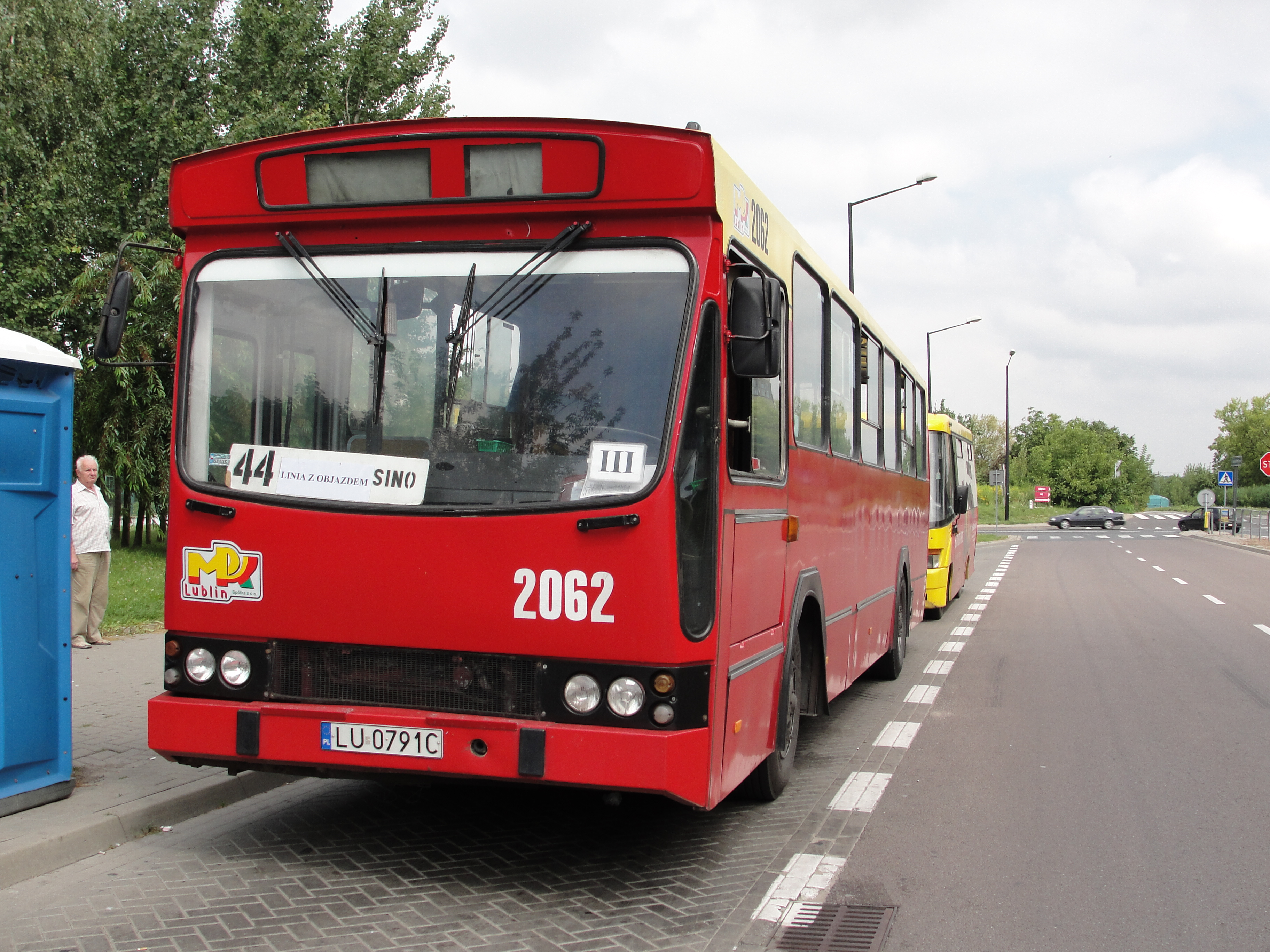
Jelcz M11 Lublinban

Az 1980-as években a lengyel Jelczańskie Zakłady Samochodowe autóbusz- és teherautógyár gazdasági válság miatt úgy döntött, hogy a Jelcz PR110 típusú autóbuszaihoz a magyar Ikarus 260-as busz alvázát használják fel. Az 1983. október 24-ei szerződés értelmében az Ikarus az alvázon kívül Rába motort és Csepel váltót is exportált Lengyelországba, Magyarország cserébe Polski Fiat 125p, 126p autókat és Star teherautókat kapott. A prototípust alapos vizsgálatoknak és teszteknek vetették alá, melyben a Budapesti Műszaki Egyetem kutatói is részt vállaltak. Az új buszok a Jelcz L11 (helyközi kivitel) és Jelcz M11 (városi kivitel) típusjelzéseket kapták.

## Képgaléria

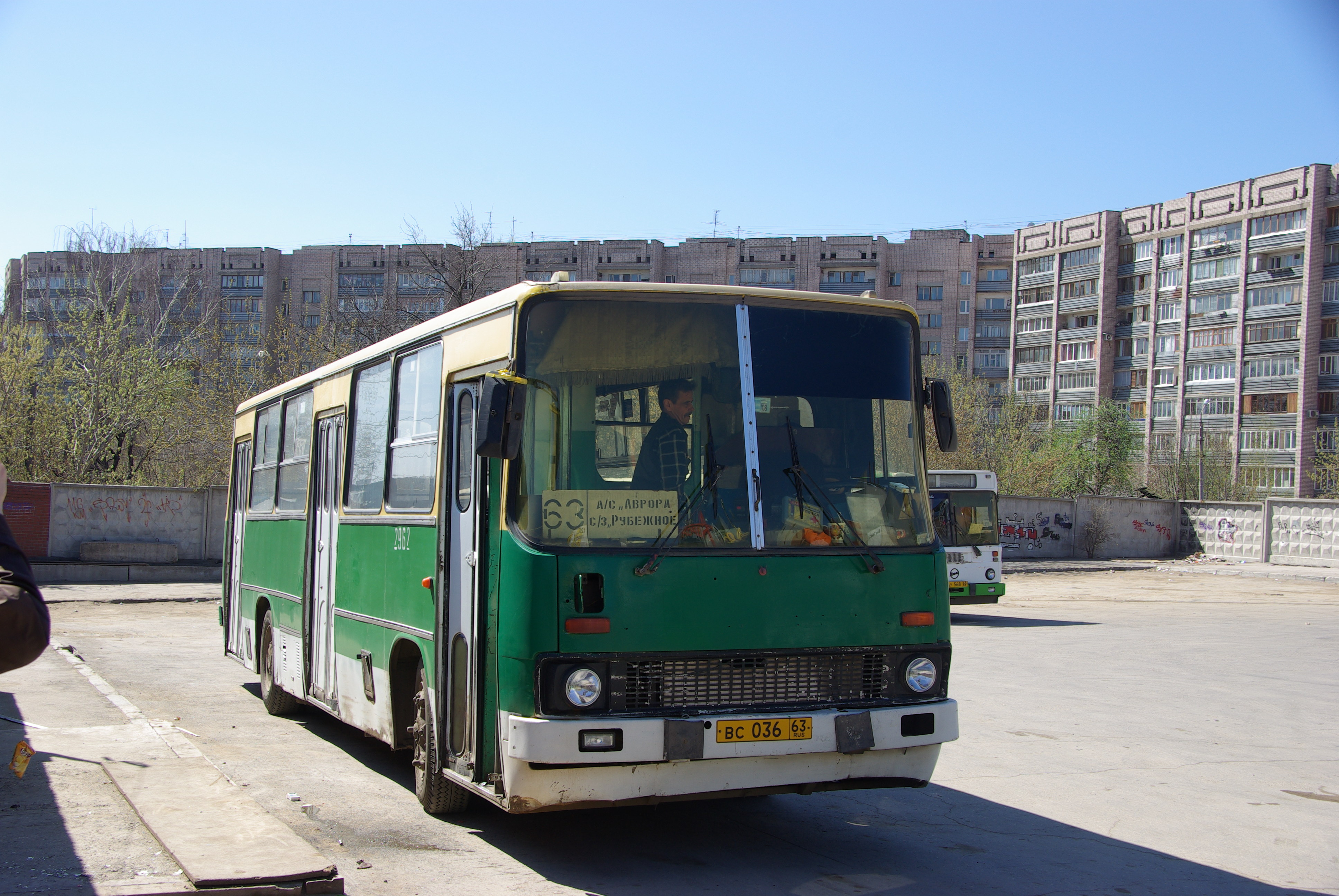
Szamarában
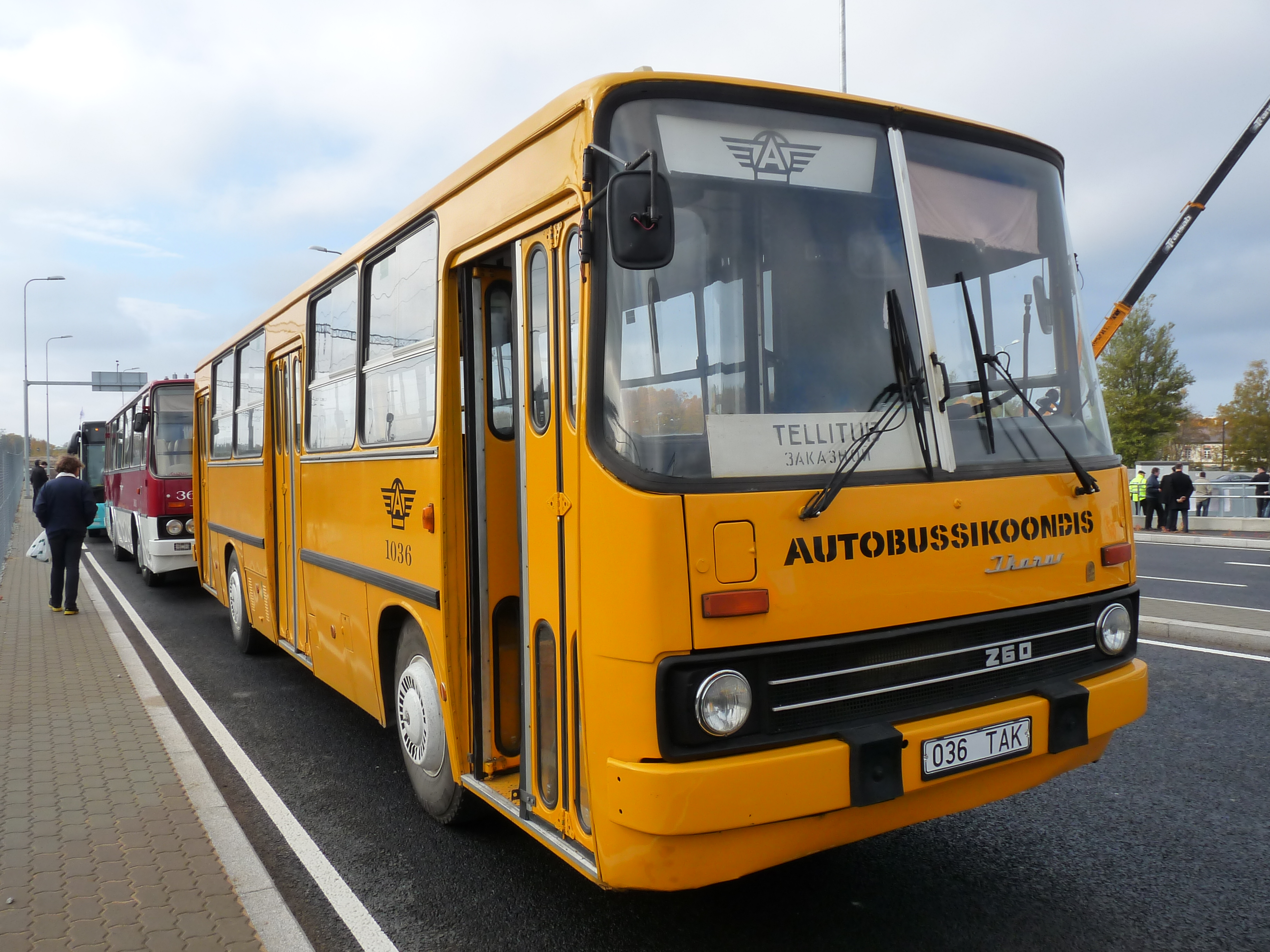
Tallinnban
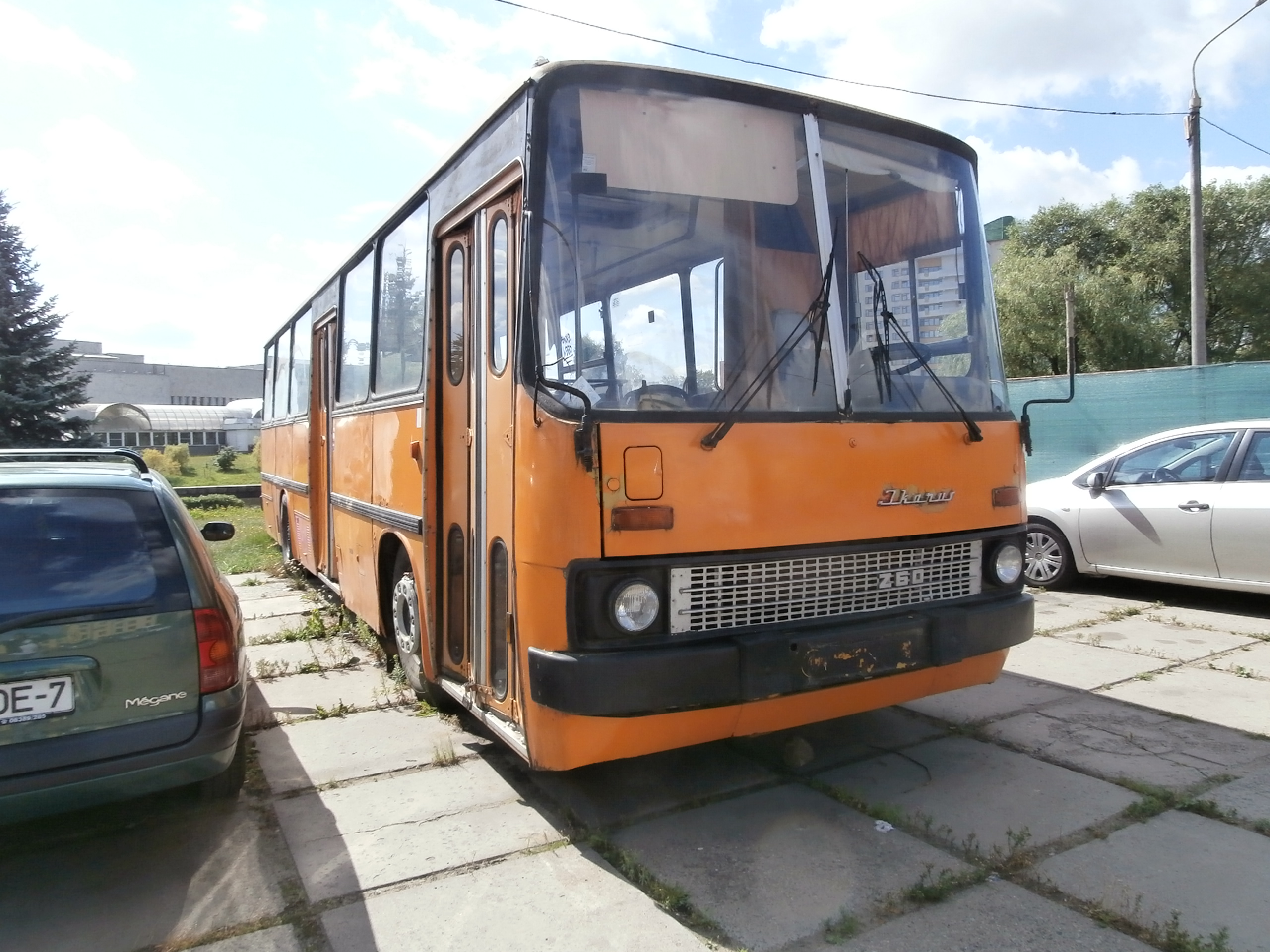
Minszkben
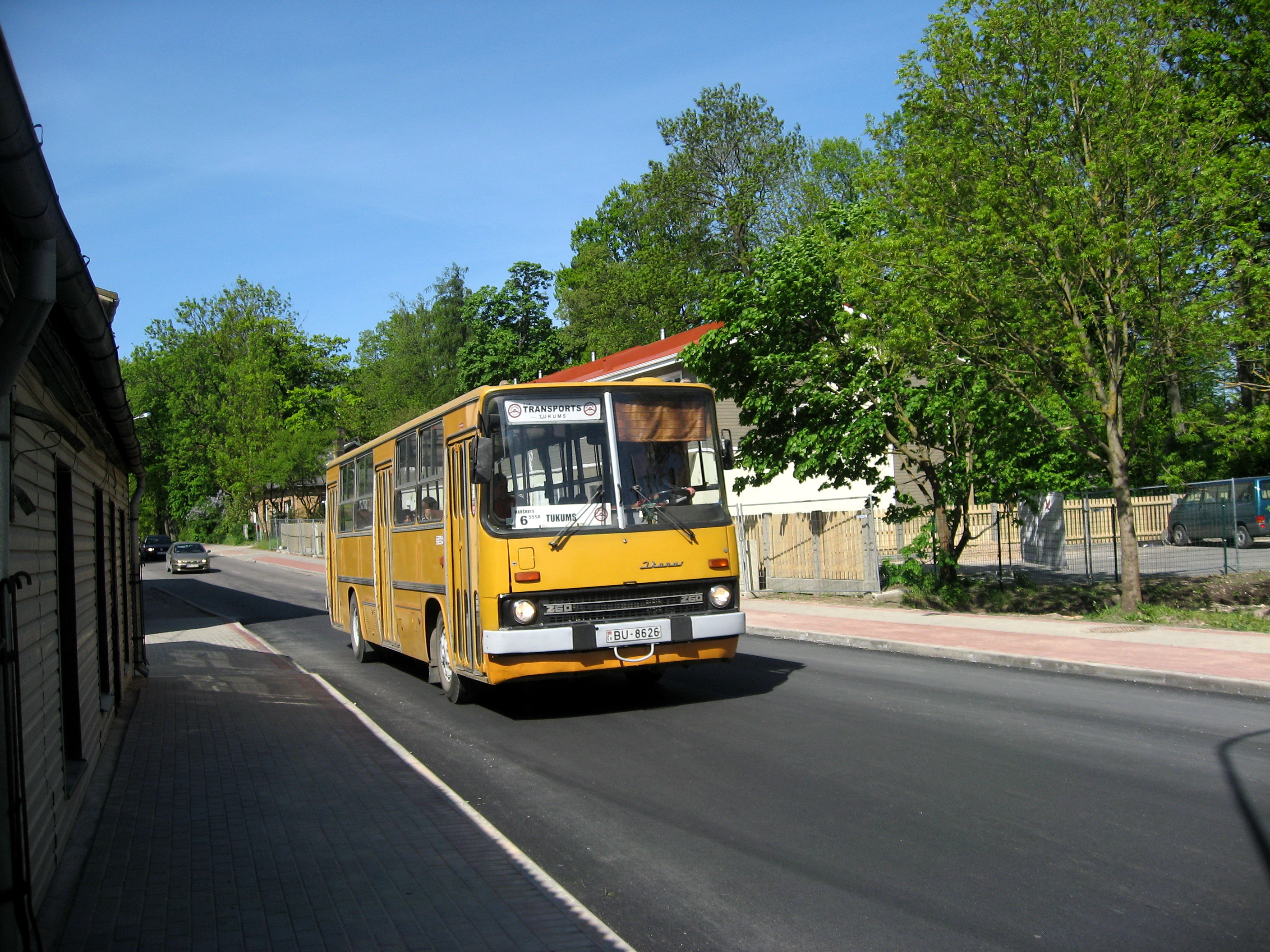
Tukums, Lettország
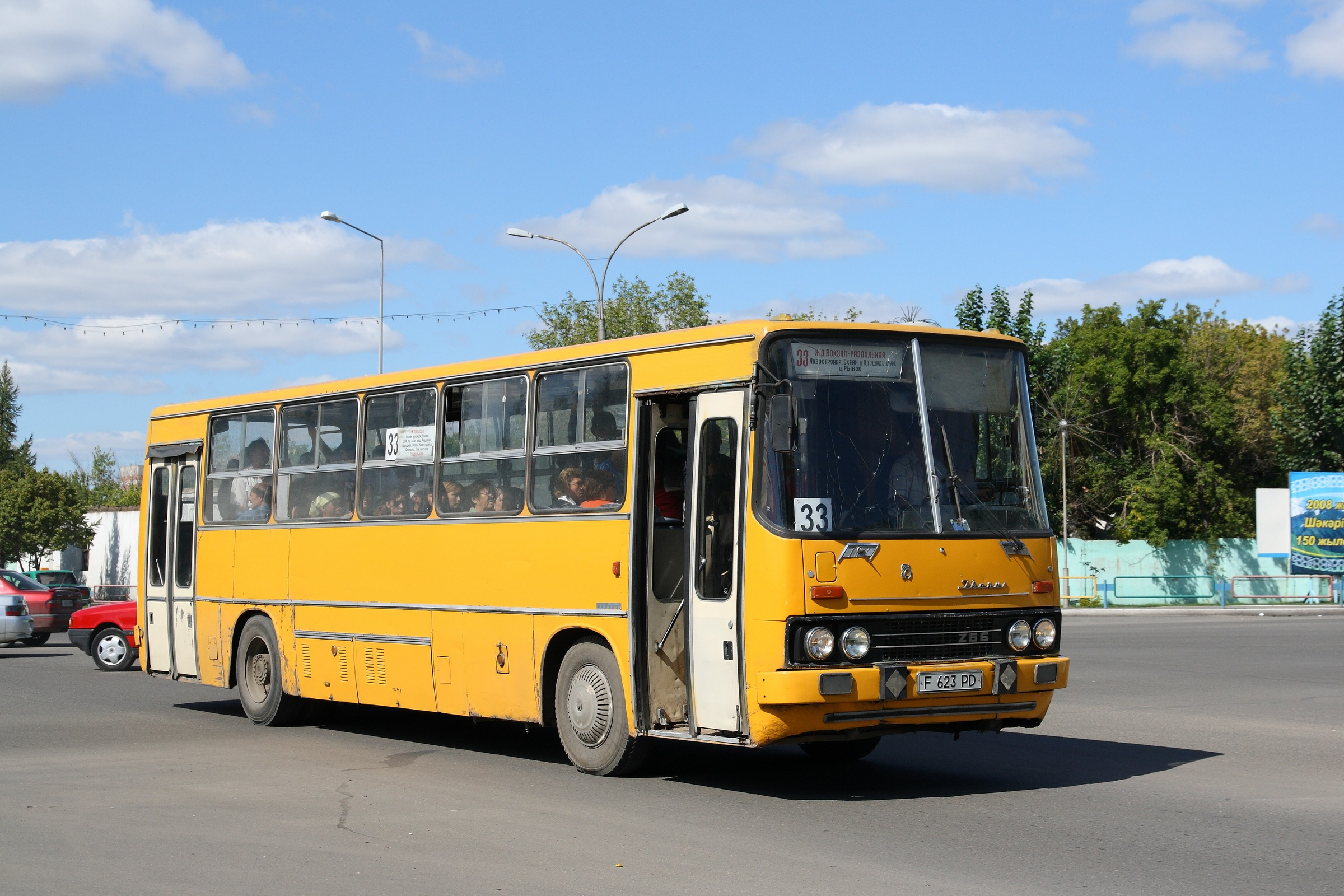
Semey, Kazahsztán
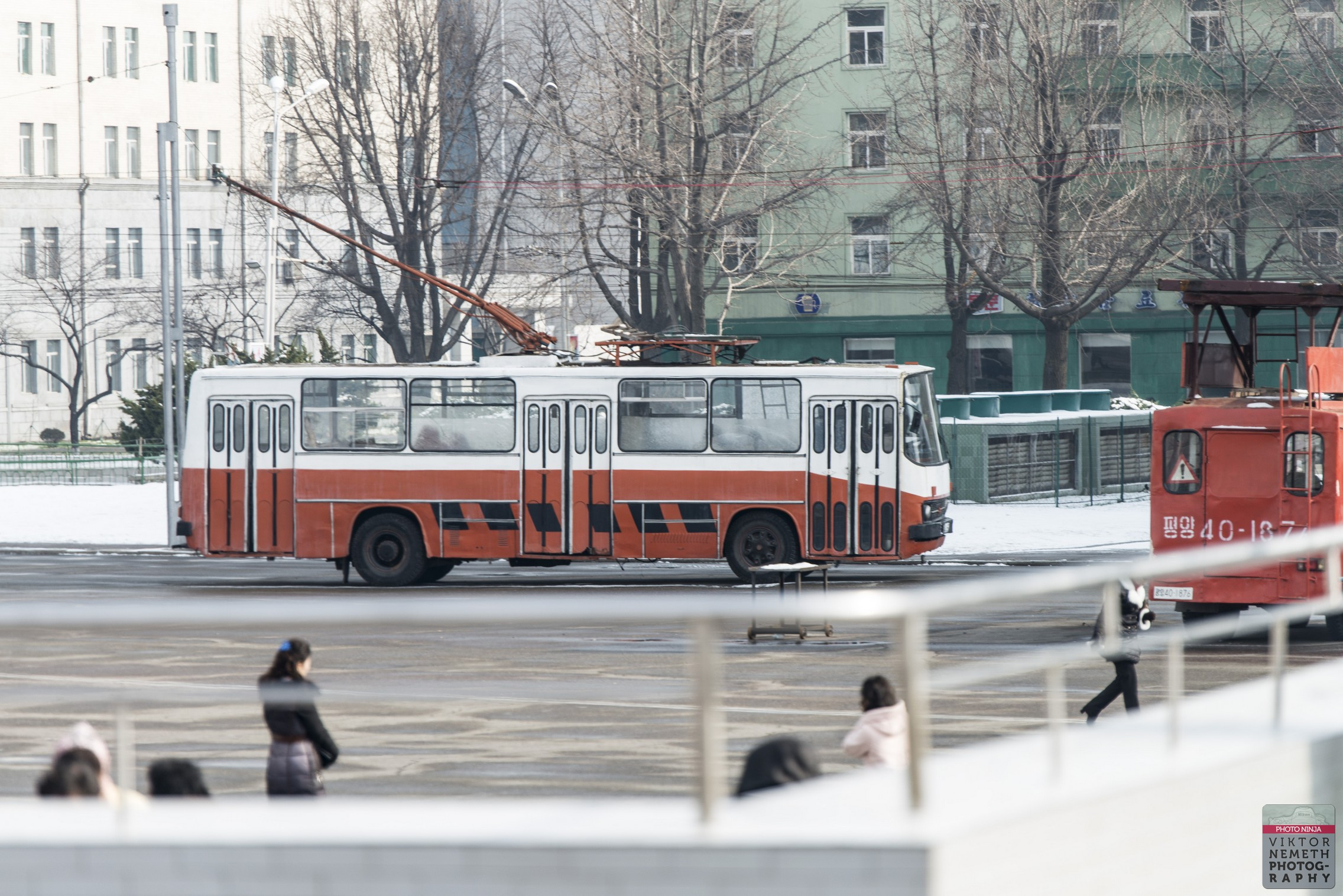
260-asból átalakított phenjani trolibusz
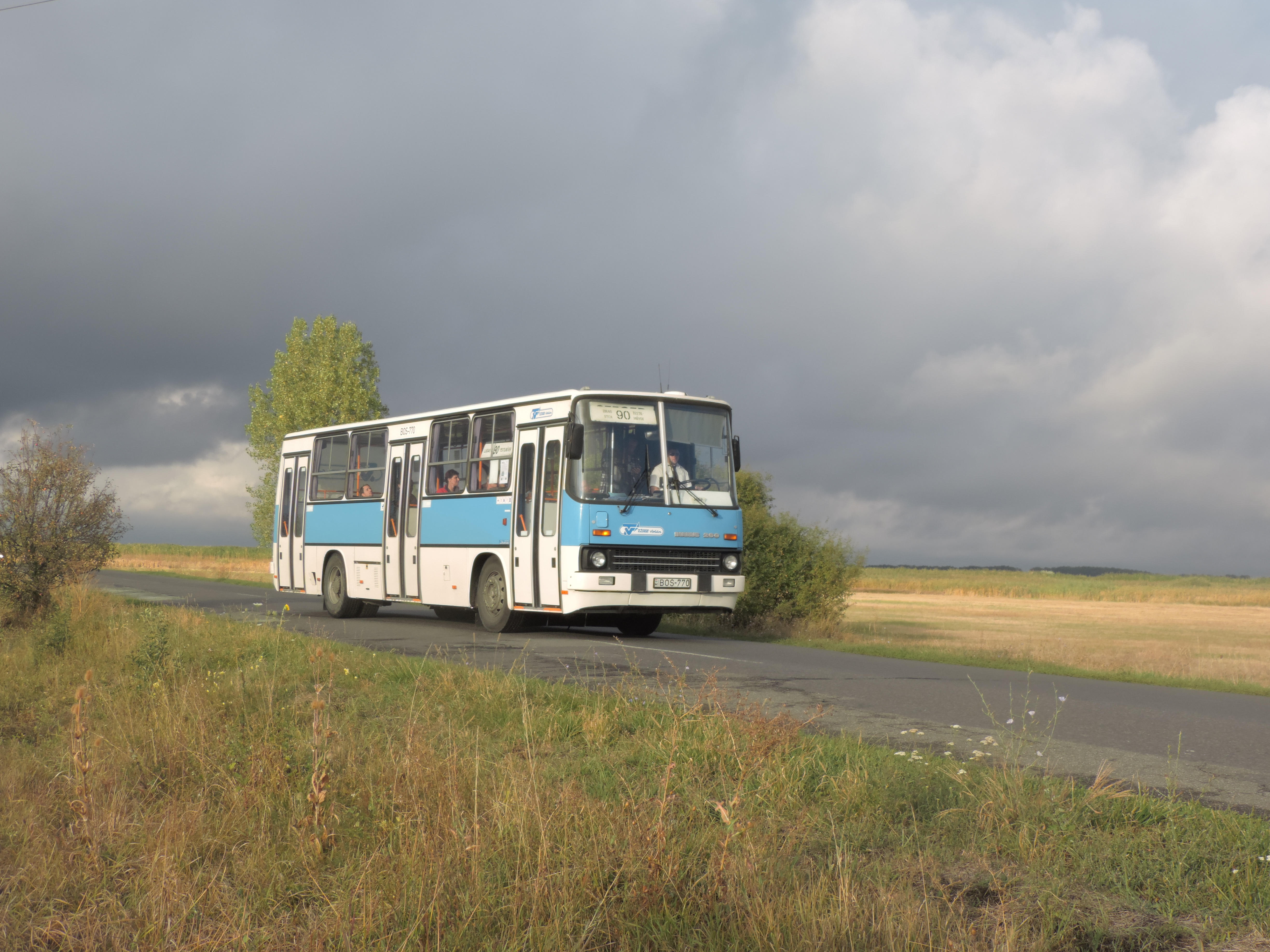
A korábbi sínautóbusz a Tisza Volán szegedi 90-es járaton
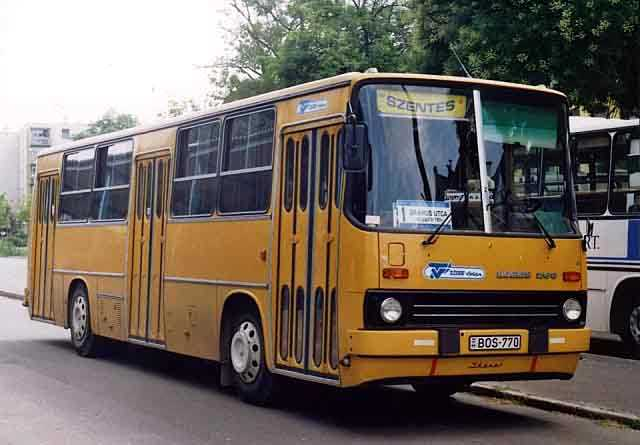
A korábbi sínautóbusz Szentesen
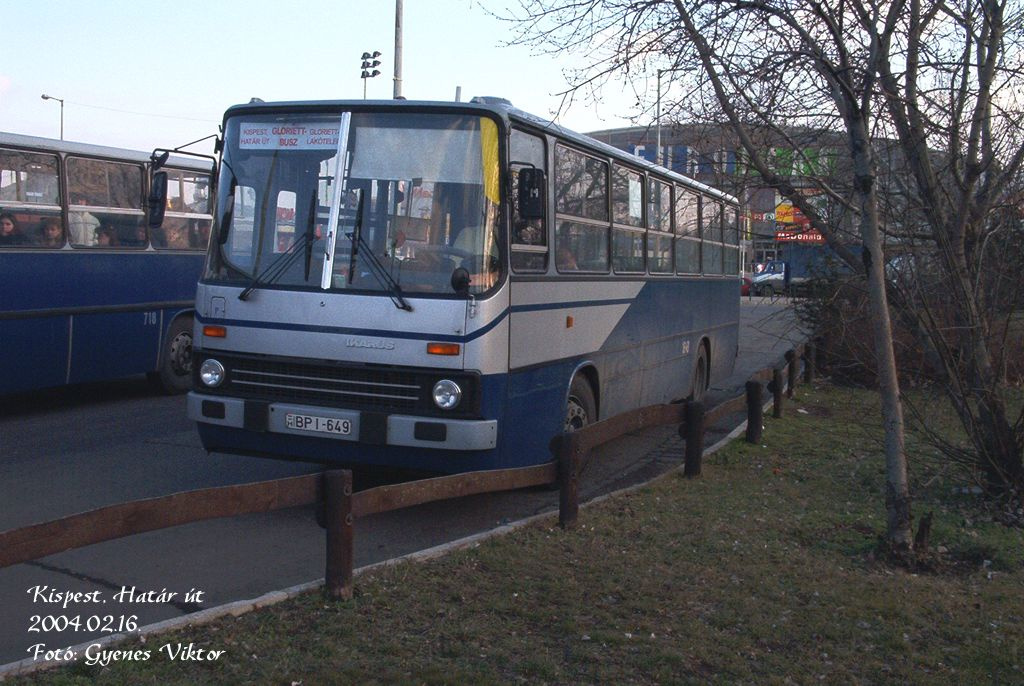
Táblás „ezüstnyíl” festésű busz a Gloriett-busz végállomásán
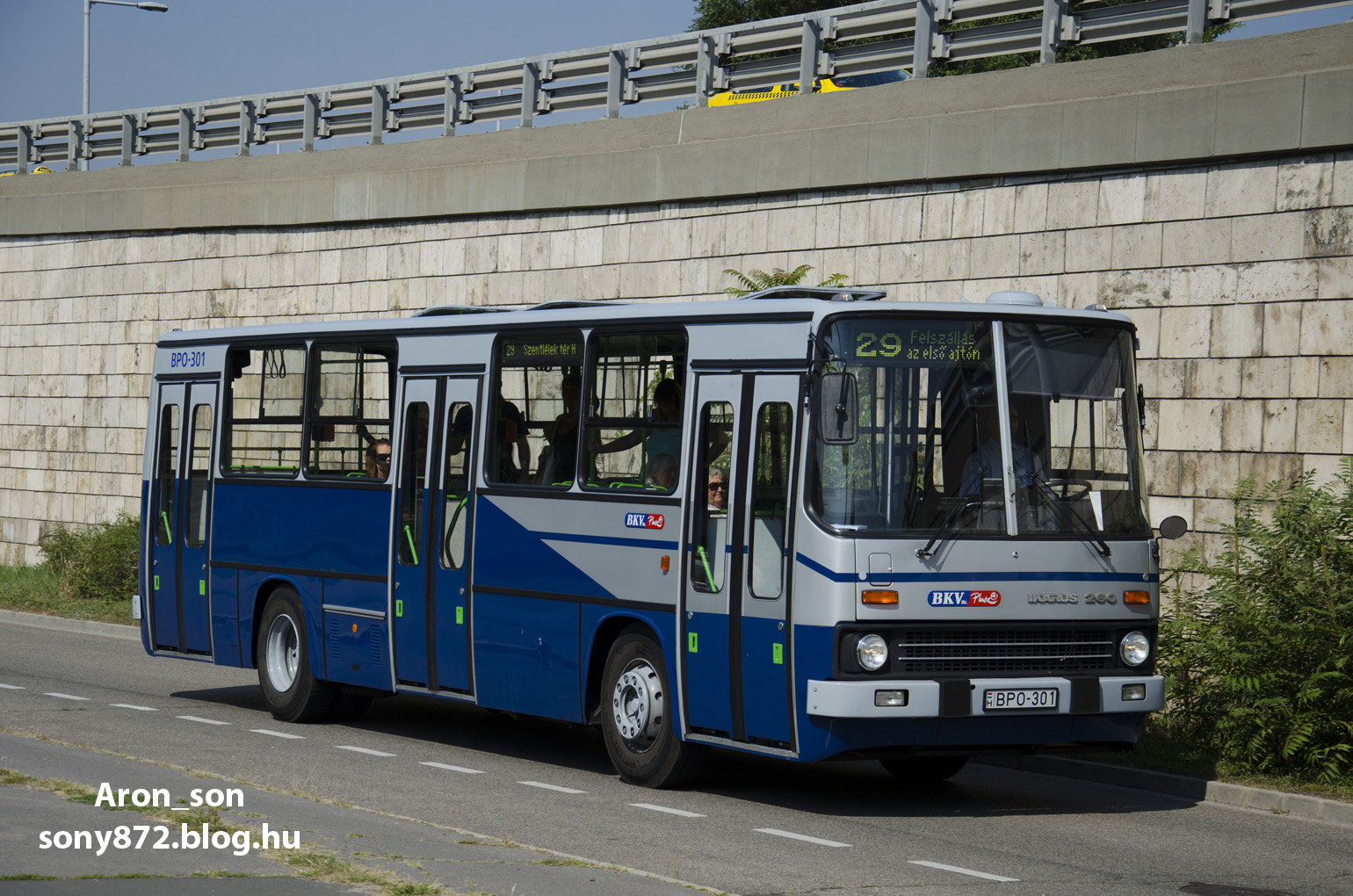
Megőrzés céljából visszaállított „ezüstnyíl” festésű busz a Serfőző utcában
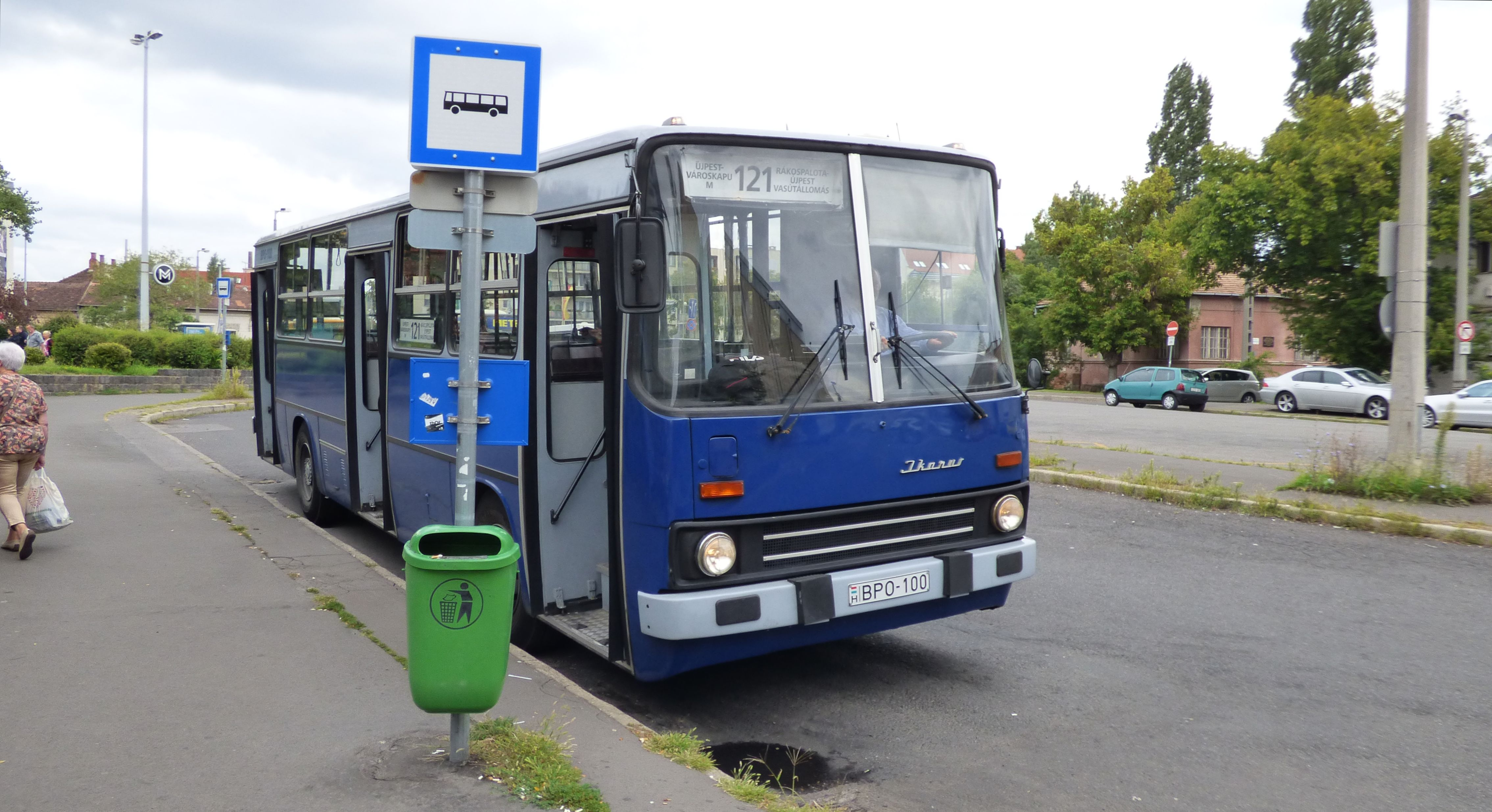
A BPO-100-as rendszámú busz Újpesten
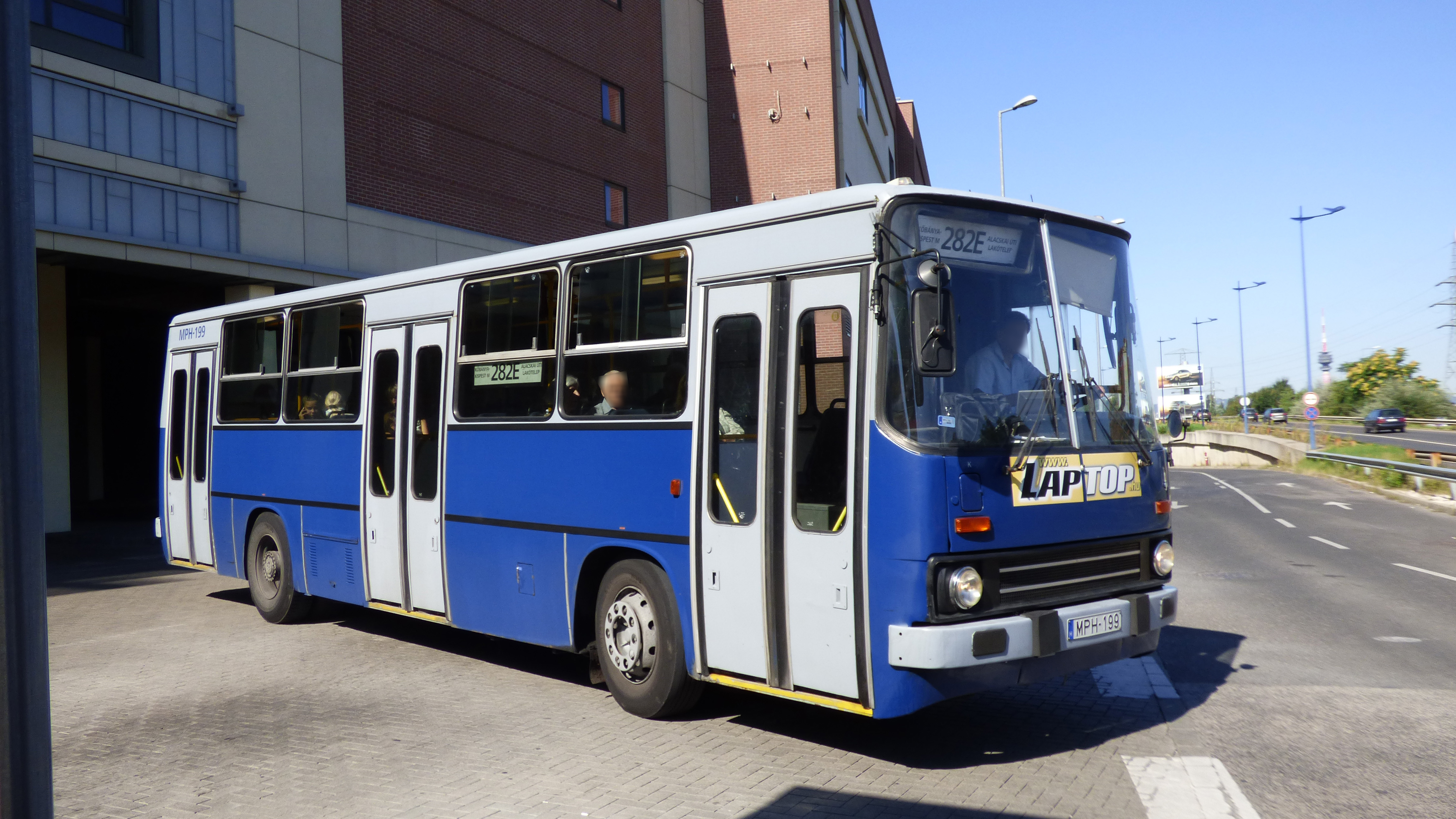
Az Allison váltós MPH-199 a 282E vonalon
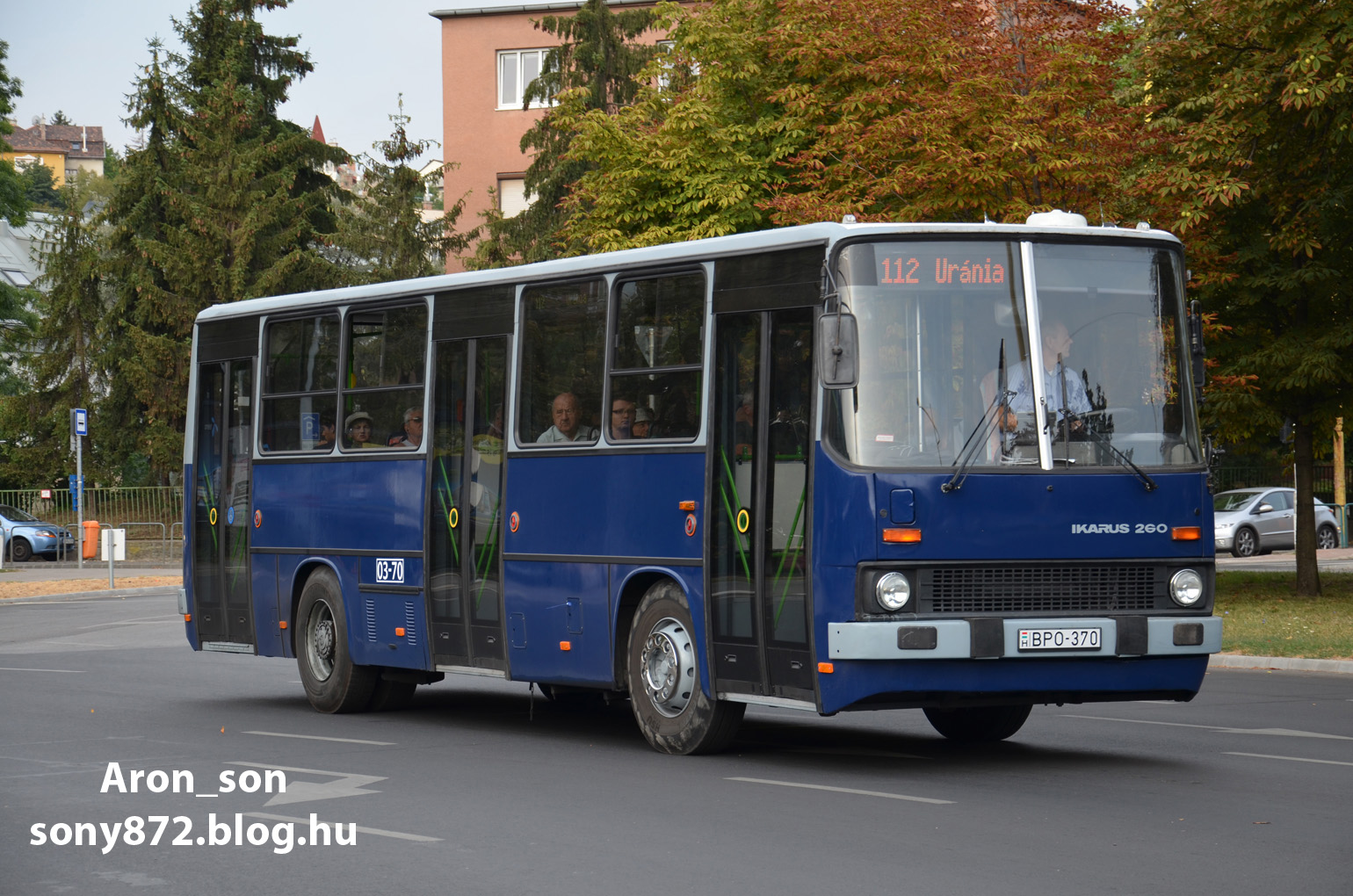
A különleges ajtókkal rendelkező BPO-370-es busz a BAH-csomópontnál
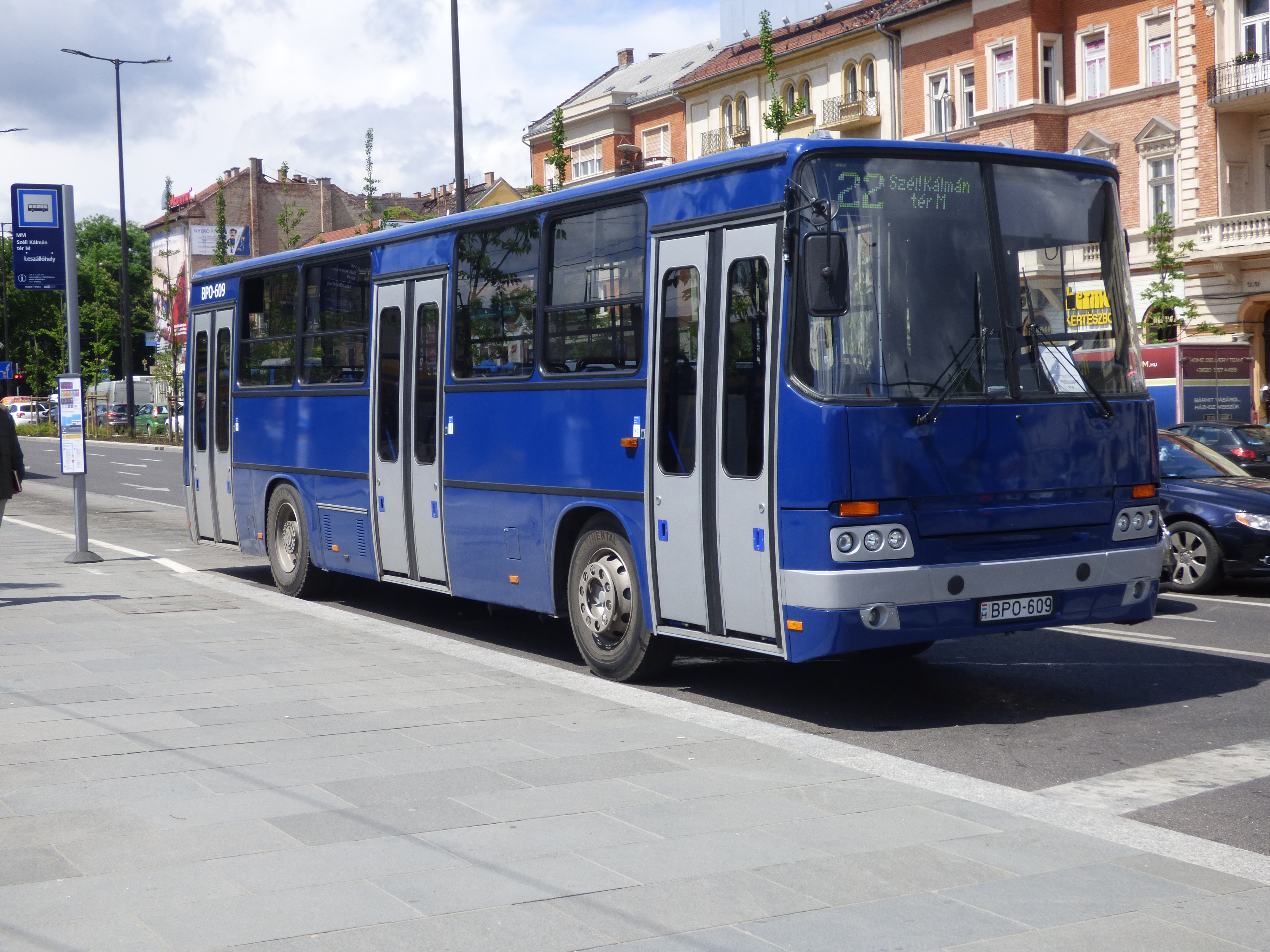
A Classic-külsőt kapott BPO-609-es busz a Széll Kálmán téren